# Interstate 80
Pour les articles homonymes, voir I80 et Route 80.
L'Interstate 80 (I-80) est une autoroute transcontinentale ouest–est qui traverse les États-Unis depuis le centre-ville de San Francisco, Californie, jusqu'à Teaneck, New Jersey dans la région métropolitaine de New York. L'autoroute a été désignée en 1956 comme l'une des autoroutes originales du système des Interstates; son segment final a été ouvert en 1986. La deuxième autoroute des États-Unis en longueur après l'I-90, l'I-80 passe par plusieurs villes importantes dont Oakland, Sacramento, Reno, Salt Lake City, Omaha, Des Moines et Toledo, en plus de passer à moins de 10 miles (16 km) de Chicago, Cleveland et New York.
L'I-80 est l'autoroute qui suit le plus près possible l'historique Lincoln Highway, la première route à traverser les États-Unis. L'autoroute parcourt plus ou moins certaines autres routes historiques de l'Ouest des États-Unis, dont la Oregon Trail à travers le Wyoming et le Nebraska, la California Trail à travers le Nevada et la Californie, la première route de courrier aérienne et le tracé du premier chemin de fer transcontinental. À partir de la région de Chicago jusqu'aux environs de Youngstown, Ohio, l'I-80 est une route à péage qui regroupe la Indiana Toll Road et le Ohio Turnpike. L'I-80 forme un multiplex avec l'I-90 entre Portage, Indiana et Elyria, Ohio. En Pennsylvanie, l'I-80 est connue comme la Keystone Shortway, une autoroute gratuite qui traverse le centre-nord de l'État jusqu'au New Jersey et New York.

## Description du tracé
|       | mi       | km       |
| ----- | -------- | -------- |
| CA    | 199,24   | 320,65   |
| NV    | 410,67   | 660,91   |
| UT    | 197,51   | 317,86   |
| WY    | 402,76   | 648,18   |
| NE    | 455,32   | 732,77   |
| IA    | 303,23   | 488,00   |
| IL    | 163,52   | 263,16   |
| IN    | 151,56   | 243,91   |
| OH    | 237,48   | 382,19   |
| PA    | 311,12   | 500,70   |
| NJ    | 68,35    | 110,00   |
| Total | 2 900,76 | 4 668,32 |

### Californie

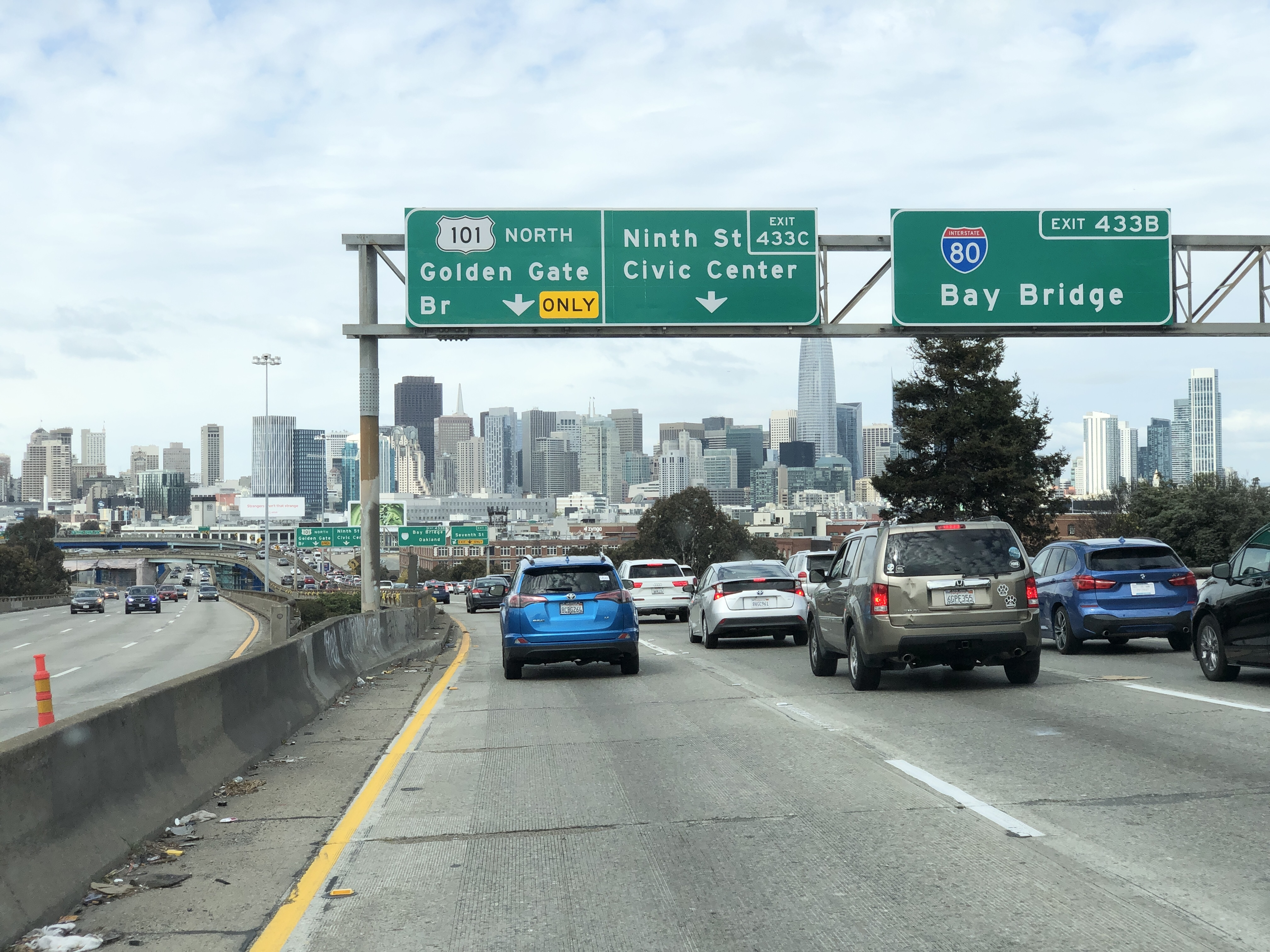
Terminus ouest de l'I-80 à la US 101 à San Francisco

L'I-80 débute à un échangeur avec la US 101 à San Francisco et croise ensuite le Pont de la Baie d'Oakland pour entrer à Oakland. Elle se dirige vers le nord-est et passe par Vallejo, Vacaville, Sacramento et la Sierra Nevada avant de traverser au Nevada.

### Nevada

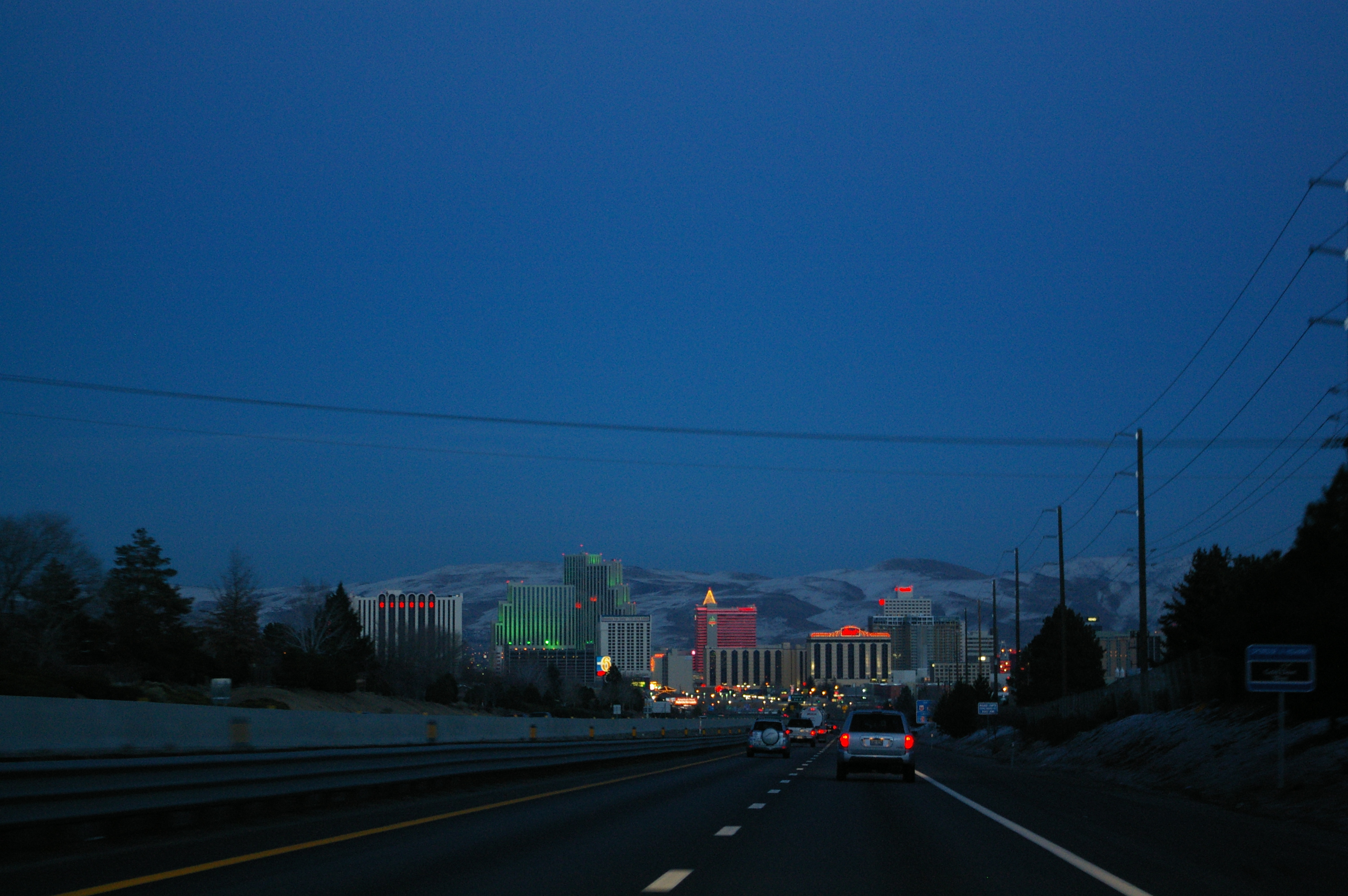
I-80 entrant à Reno depuis la Sierra Nevada

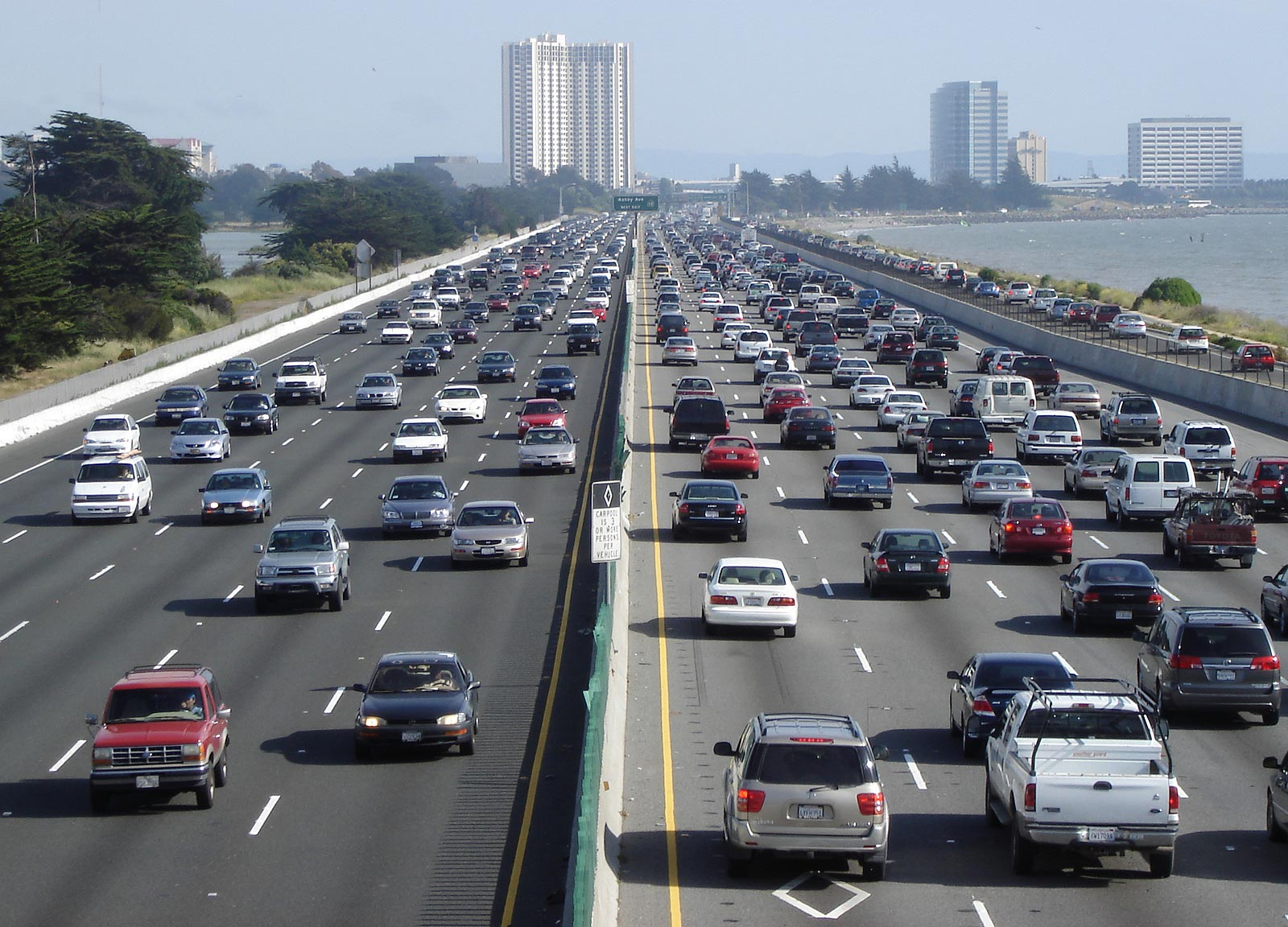
L'Interstate 80 près de Berkeley

Au Nevada, l'I-80 traverse la portion nord de l'État. Elle dessert la région métropolitaine de Reno, en plus de passer par les villes de Fernley, Lovelock, Winnemucca, Battle Mountain, Elko, Wells et West Wendover sur son trajet dans l'État.
Le segment dans le Nevada suit le chemin des rivières Truckee et Humboldt, lesquelles ont été utilisées comme corridor de transport depuis la Ruée vers l'or de Californie dans les années 1840. L'autoroute suit aussi les chemins historiques de la California Trail, de la première ligne de train transcontinentale et de la Route de la rivière Feather. L'I-80 au suit de proche la SR 1 et la US 40.

### Utah

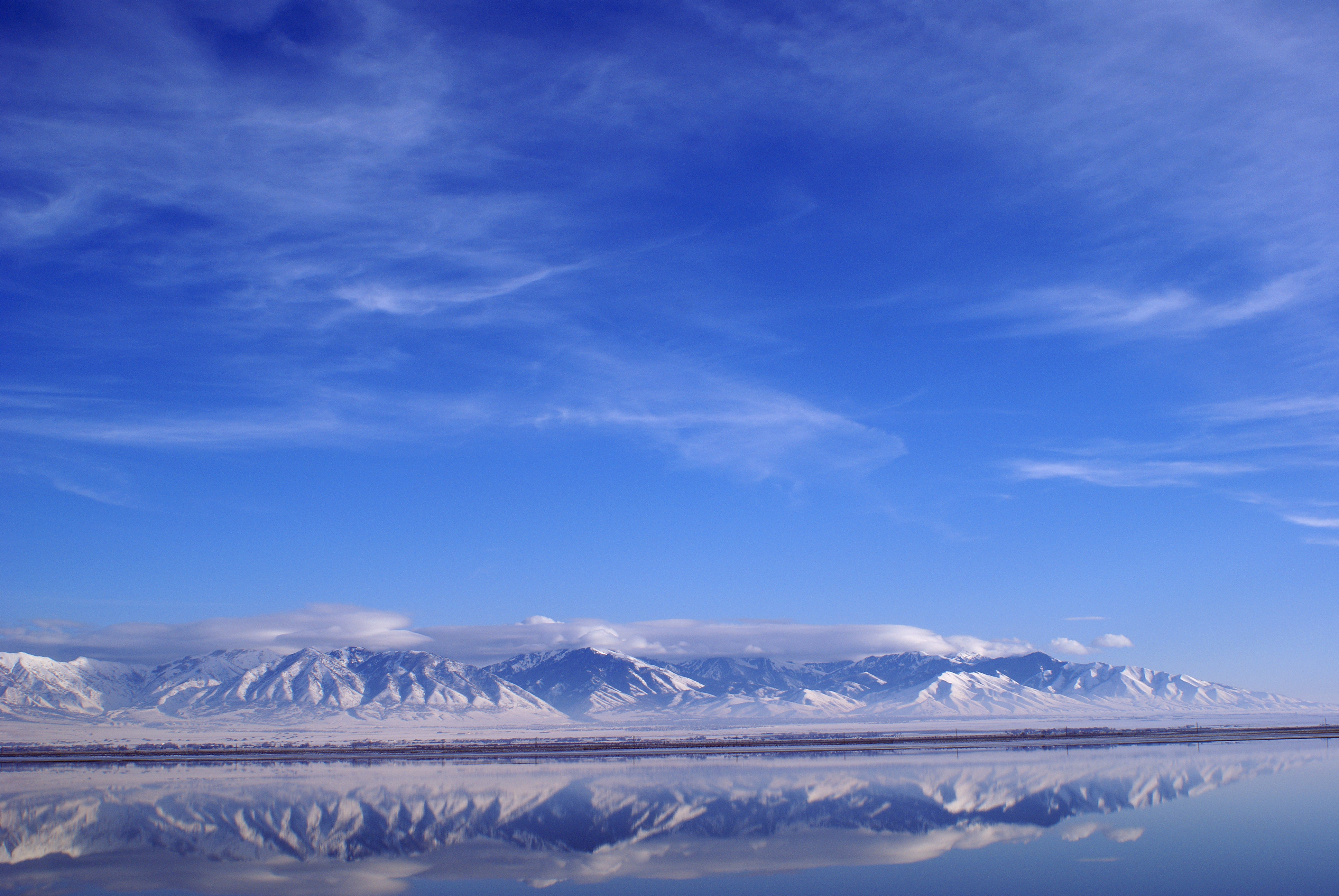
Les montagnes du Grand Lac Salé en approche de Salt Lake City depuis l'ouest

Après avoir traversé la frontière de l'Utah à Wendover, l'I-80 traverse la région désolée de Bonneville Salt Flats à l'ouest du Grand Lac Salé. Le plus long segment entre deux sorties sur une Interstate est situé entre Wendover et Knolls avec 37,4 miles (60,2 km) entre celles-ci. Ce segment de l'I-80 qui traverse le Désert du Grand Lac Salé est extrêmement plate et droite et est dotée de plusieurs panneaux d'avertissement conte la fatigue au volant et la somnolence.
À l'est des étendues salées, l'I-80 passe aux limites sud du Grand Lac Salé et continue à travers Salt Lake City, où elle rencontre l'I-15 et forme un multiplex avec celle-ci pour trois miles (4,8 km) avant d'entrer dans la Chaîne Wasatch à l'est de la ville. Elle grimpe le Parleys Canyon et passe à quelques miles de Park City alors qu'elle suit une route à travers les montagnes jusqu'à la jonction avec le terminus est de l'I-84. À partir de là, elle poursuit vers Echo Canyon et la frontière du Wyoming près d'Evanston.

### Wyoming

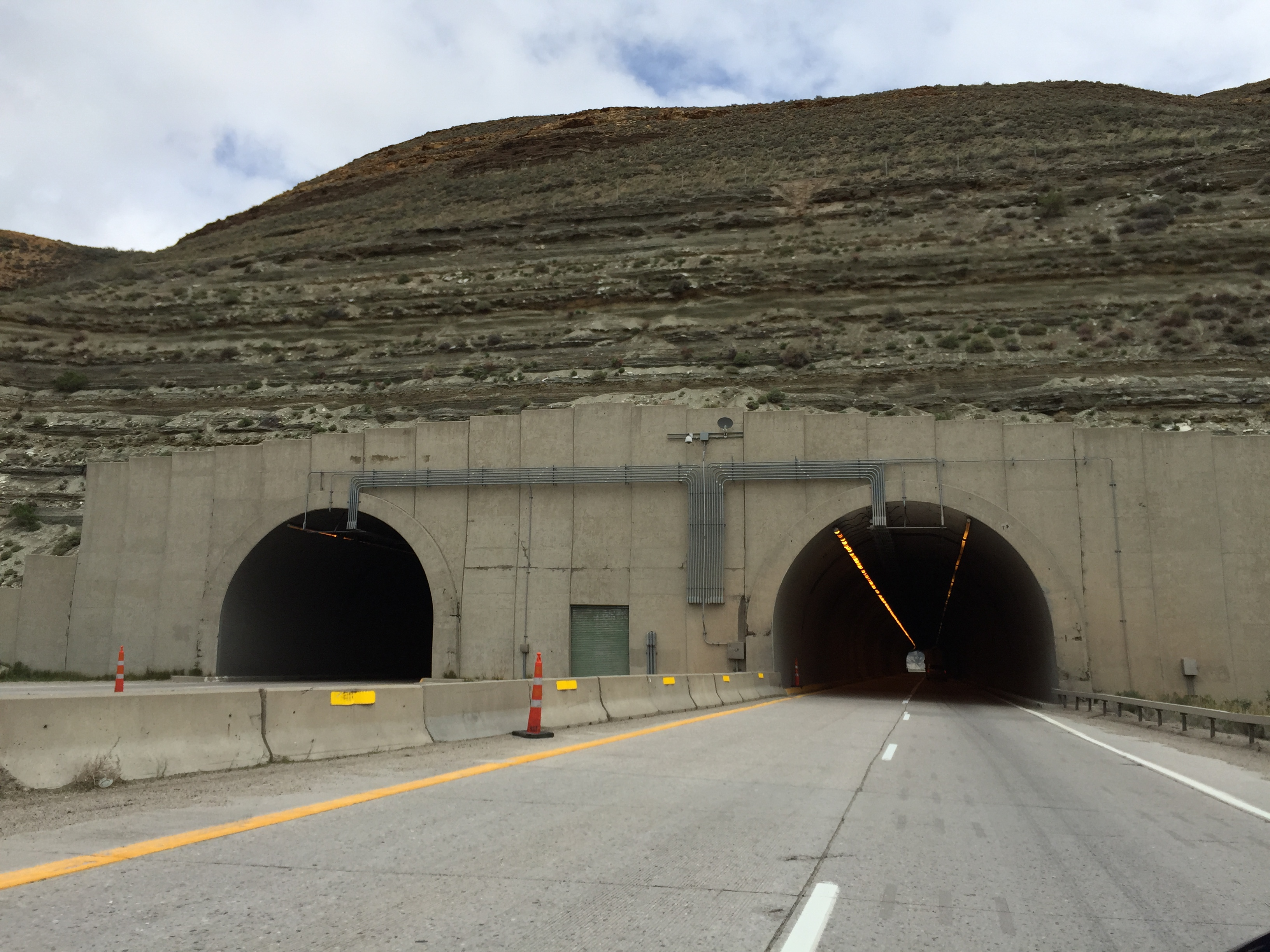
Tunnel de Green River, l'un des trois tunnels de l'I-80

Au Wyoming, l'I-80 atteint son altitude macimale de 8 640 pieds (2 630 m) au-dessus du niveau de la mer à Sherman Summit, près de Buford, où, avec  8 000 pieds (2 400 m), est la communauté la plus élevée de l'I-80. Plus à l'ouest au Wyoming, l'autoroute passe par le Red Desert et par la ligne continentale de partage des eaux. L'autoroute traverse cette ligne deux fois car deux sommets des Rocheuses forment le Great Divide Basin, un bassin endoréique, c'est-à-dire un bassin duquel l'eau ne se draine pas mais ne peut que s'évaporer.

### Nebraska

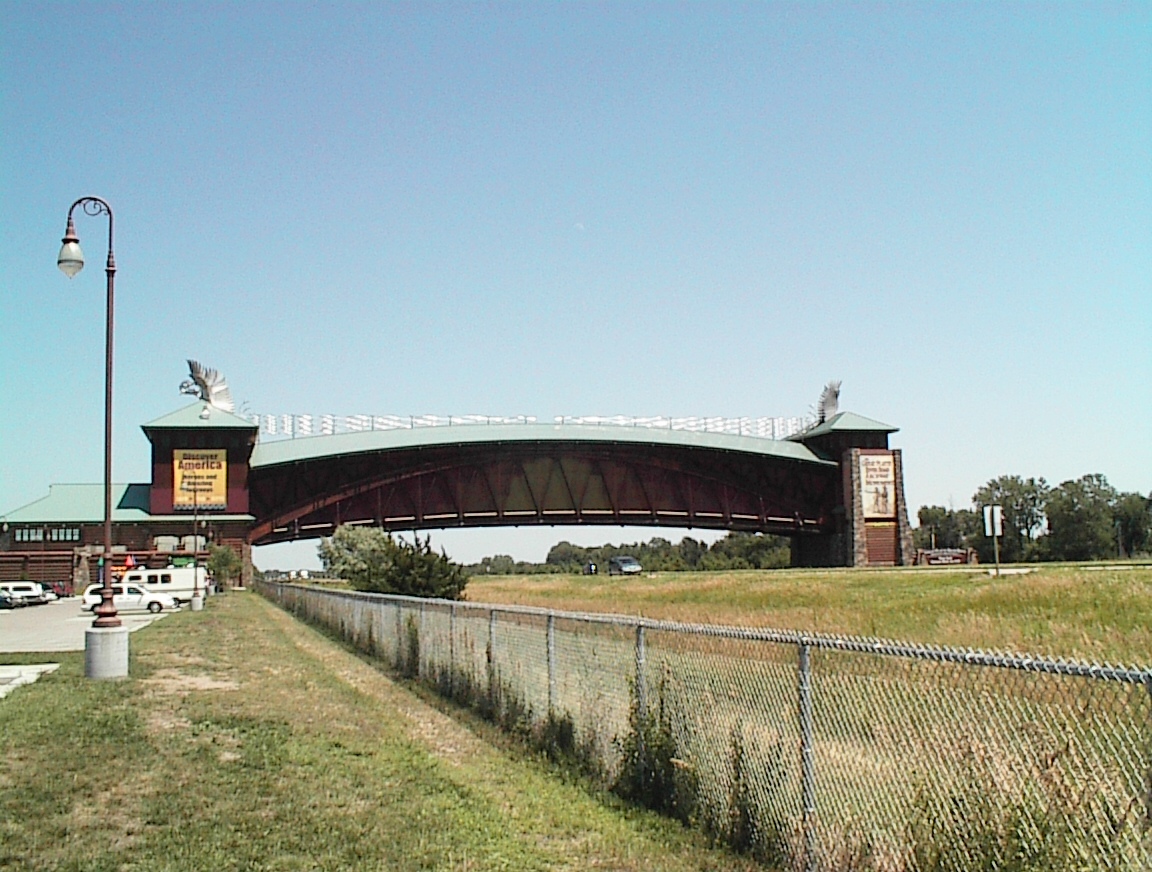
Le monument de Great Platte River Road Archway à Kearney

L'I-80 entre au Nebraska à l'ouest de Bushnell. Le segment ouest de l'I-80 au Nebraska passe très près de la frontière avec le Colorado, sans toutefois entrer dans l'État. La jonction de l'I-76 et de l'I-80 est visible depuis la frontière entre les deux états. Depuis cette intersection avec l'I-76 jusqu'à Grand Island, l'I-80 se situe dans la vallée de la South Platte River et de la Platte River.
Le plus long segment droit de tout le réseau des Interstates est celui d'environ 72 miles (116 km) entre la sortie 318 dans la région de Grand Island et le mile 390 près de Lincoln. Durant cette distance, la route de varie pas d'un alignement rectiligne. Après avoir passé Lincoln, l'I-80 se dirige au nord-est vers Omaha. Elle traverse la rivière Missouri à Omaha et entre dans l'État de l'Iowa. Une section de l'I-80 au Nebraska est identifiée comme la Blue Star Memorial Highway.

### Iowa

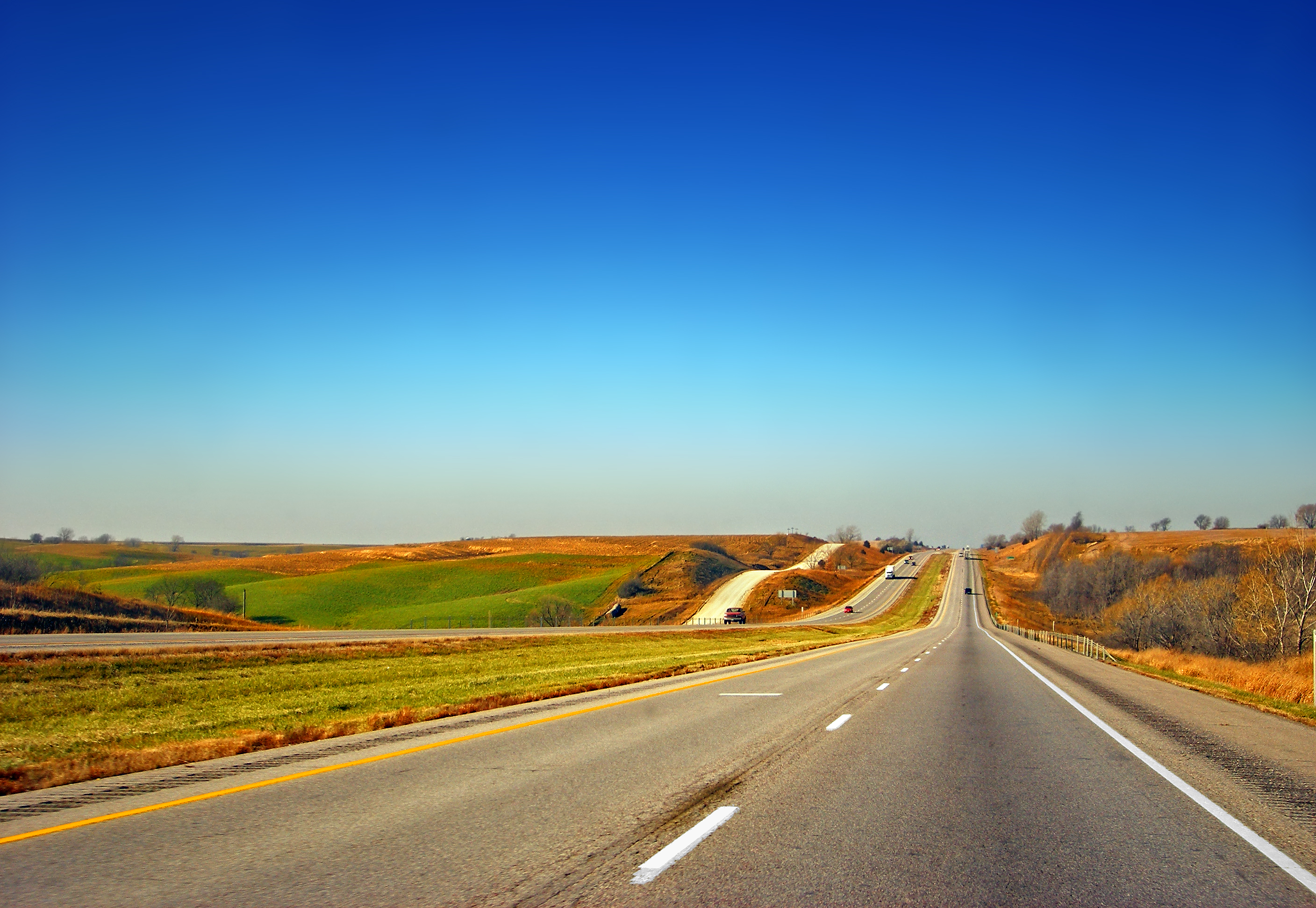
L'I-80 près de Walnut, Iowa

L'I-80 est la plus longue autoroute en Iowa. Elle s'étend d'ouest en est à travers la portion centrale de l'État. Elle passe par les villes de Council Bluffs, Des Moines et Quad Cities. Elle entre dans l'État à Council Bluffs lorsqu'elle traverse la rivière Missouri. Elle se dirige à l'est à travers les plaines du sud de l'Iowa. Dans la région métropolitaine de Des Moines, l'I-80 rencontre l'I-35 ainsi que les deux routes de contournement du centre-ville de Des Moines. Elle forme un multiplex avec l'I-35 jusqu'à l'est de Des Moines. À l'ouest d'Iowa City, l'I-80 rencontre l'I-380, un segment de l'Avenue of the Saints. Au nord-ouest des Quad Cities, à Walcott, se trouve le Iowa 80, la plus grande aire de service du monde. L'I-80 passe ensuite le long des limites nord de Davenport et de Bettendorf et quitte l'Iowa via le Pont Mémorial Fred Schwengel au-dessus du Mississippi pour entrer en Illinois. La majorité du tracé de l'autoroute traverse des zones constituées de fermes. Environ le tiers de la population de l'Iowa habite dans le corridor de l'I-80.

### Illinois
En Illinois, l'I-80 commence son trajet au Pont Mémorial Fred Schwengel Memorial au-dessus du Mississippi au sud de l'intersection avec l'I-74. Elle parcourt ensuite l'État d'ouest en est dans le centre-nord de l'Illinois. Elle passe au nord de la rivière Illinois jusqu'à Joliet où elle la traverse. L'autoroute atteint ensuite l'I-294 puis l'I-94 dans les banlieues sud de Chicago. Elle forme un multiplex avec l'I-94 pour traverser la frontière avec l'Indiana.

### Indiana
En Indiana, l'I-80 forme un multiplex avec une autre autoroute sur la totalité de son parcours. Entre la frontière de l'Illinois jusqu'à Lake Station, elle forme un multiplex avec l'I-94 et, ensuite, avec l'I-90 jusqu'à la frontière avec l'Ohio. Ensemble, elles forment la Indiana Toll Road.
Entre La Porte et la région métropolitaine de Toledo, l'I-80 / I-90 se situe toujours à moins de 10 miles (16 km) de la frontière avec le Michigan mais n'entrent pas dans cet État. L'I-80 / I-90 passe par la région métropolitaine de South Bend–Mishawaka. Elle croise l'I-69 au nord d'Angola et se dirige vers le sud-est jusqu'à la frontière avec l'Ohio.

### Ohio

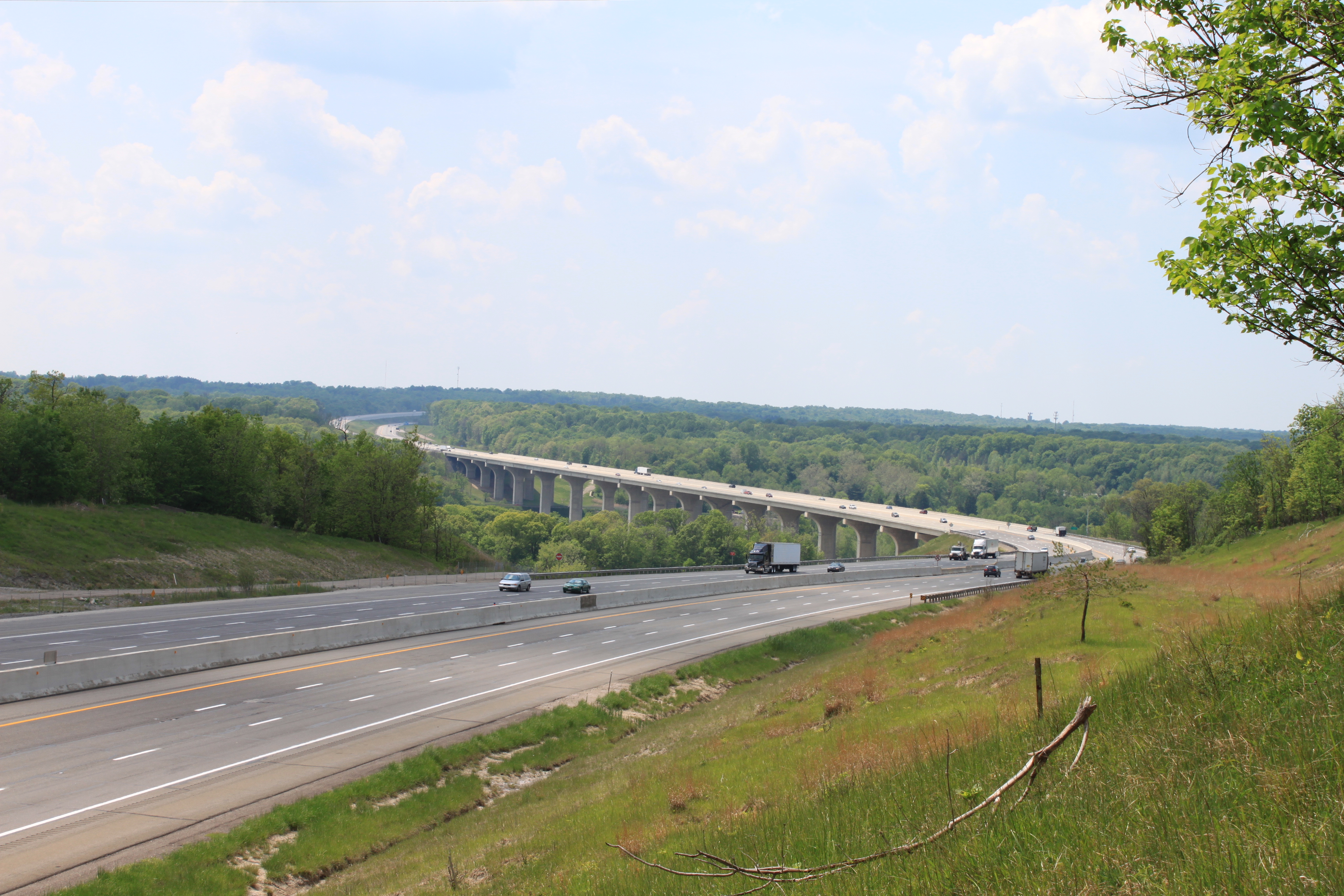
I-80 à la rivière Cuyahoga

En Ohio, l'I-80 / I-90 entre depuis l'Indiana sur la Indiana Toll Road et devient immédiatement le Ohio Turnpike. Les deux autoroutes traversent des régions rurales du nord-ouest de l'Ohio jusqu'à ce qu'elles atteignent la région métropolitaine de Toledo. À Rossford, l'autoroute croise l'I-75 dans un secteur appelé Crossroads of America. Il s'agit d'une des plus grosses intersections de trois autoroutes du pays.
À Elyria Township, à l'ouest de Cleveland, l'I-90 se sépare de l'I-80, quittant le turnpike et se dirigeant au nord-est comme autoroute gratuite. L'I-80 se dirige au sud-est dans les banlieues sud de Cleveland. Au nord-ouest de Youngstown, le Ohio Turnpike continue vers le sud-est comme I-76 alors que l'I-80 quitte le turnpike et se dirige à l'est pour passer au nord de Youngstown et entrer en Pennsylvanie.

### Pennsylvanie

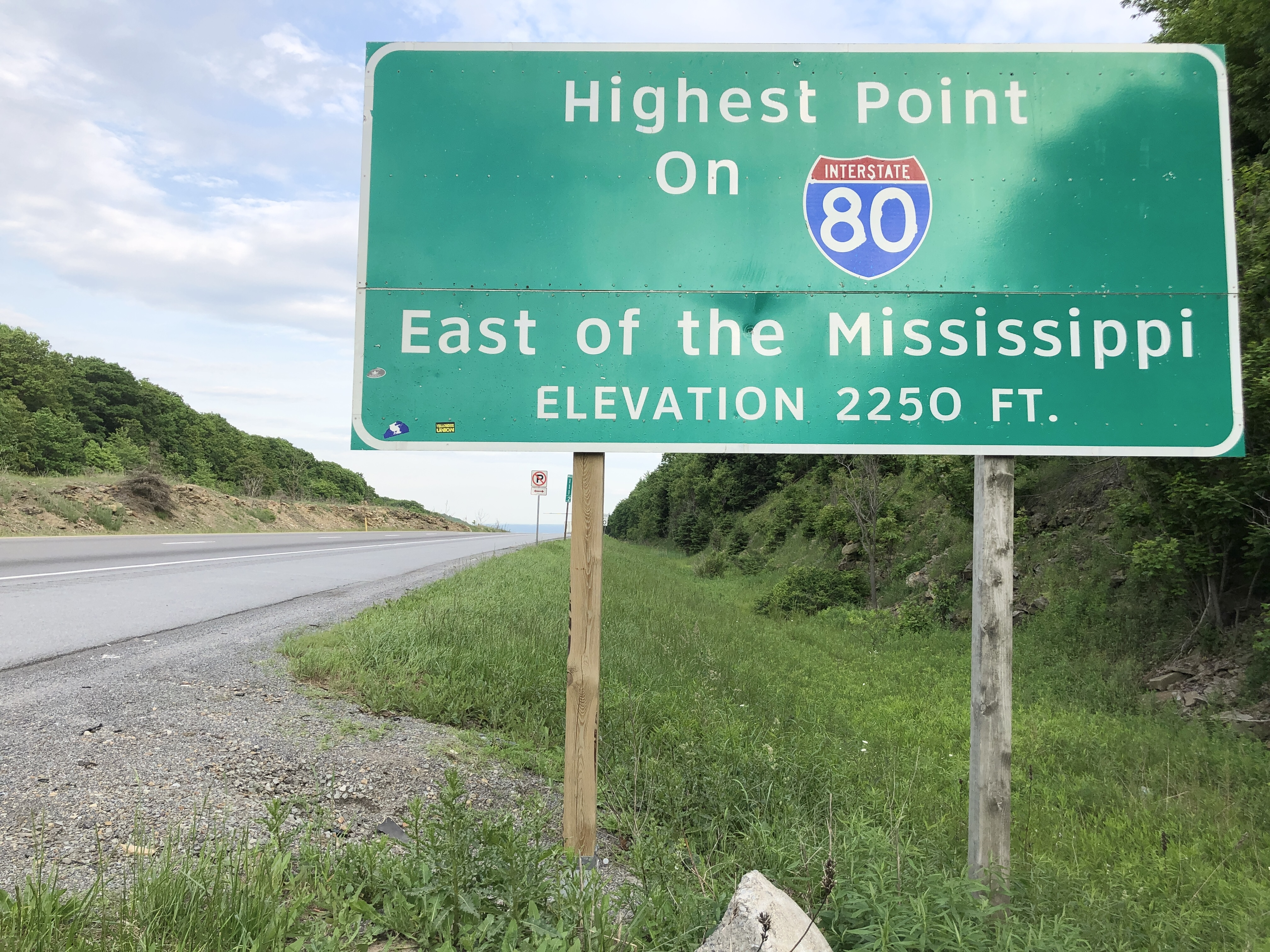
Panneau indiquant le point culminant à l'est du Mississippi

En Pennsylvanie, l'I-80 est l'autoroute ouest–est principale dans la partie centrale de l'État. Elle débute à la frontière avec l'Ohio près de Sharon jusqu'au pont à péage Delaware Water Gap au-dessus du fleuve Delaware.
Elle traverse la section nord du Grand Pittsburgh. L'I-80 sert de terminus ouest pour l'I-376 laquelle la relie à l'Aéroport international de Pittsburgh et au centre-ville. L'I-80 croise l'I-79 quie relie Érié (environ 75 miles (121 km) au nord) et Pittsburgh (environ 55 miles (89 km) au sud). Plus à l'est, l'I-99 rencontre l'I-80. Une autoroute collectrice (I-180) se rend à Williamsport. En entrant dans la région des Monts Pocono, l'I-80 rencontre l'I-81 laquelle relie Syracuse, New York et Harrisburg, de même que l'I-476 qui se rend à Scranton, Wilkes-Barre, Allentown et Philadelphie. Une autre autoroute collectrice (I-380) se rend à Scranton.
Dans le comté de Clearfield, l'I-80 atteint son plus haut point à l'est du Mississippi, soit 2 250 pieds (690 m), bien que d'autres autoroutes à l'est du Mississippi, atteignent des altitudes plus élevées.

### New Jersey
L'I-80 entre au New Jersey à Knowlton Township. Elle se dirige à l'est et traverse des régions rurales de l'État avant d'atteindre Stanhope. À partir de là, elle entre progressivement dans des régions en s'approchant de New York. L'I-80 n'entre toutefois pas dans la ville de New York. Son terminus est se trouve à quatre miles (6,4 km) des limites de la ville à Teaneck. Là, des panneaux indiquent le terminus est de l'I-80.

## Liste des sorties

### Californie
| Interstate 80                                                                          |                                  |        |        | | | |
| Comté                                                                                  | Municipalité                     | mi     | km     | Sortie                                                                                                | Intersections / Destinations                                                                                              | Notes |
| Comté et ville de San Francisco                                                        | Comté et ville de San Francisco  | 0,00   | 0,00   | 1 | US 101 – San José, Pont du Golden Gate                                                                                    | Indiqué sortie 1A (sud) et 1B (nord) |
| Comté et ville de San Francisco                                                        | Comté et ville de San Francisco  | 0,00   | 0,00   | 1 | Seventh Street | Sortie direction est, entrée direction ouest |
| Comté et ville de San Francisco                                                        | Comté et ville de San Francisco  | 0,00   | 0,00   | 1C | Ninth Street – Civic Center                                                                                               | Sortie direction ouest, entrée direction est |
| Comté et ville de San Francisco                                                        | Comté et ville de San Francisco  | 1,91   | 3,07   | 2A | Fifth Street | Sortie direction ouest, entrée direction est |
| Comté et ville de San Francisco                                                        | Comté et ville de San Francisco  | 1,91   | 3,07   | 2 | Fourth Street | Sortie direction est, entrée direction ouest |
| Comté et ville de San Francisco                                                        | Comté et ville de San Francisco  | 1,91   | 3,07   | 2B | Harrison Street / Embarcadero                                                                                             | Sortie direction ouest, entrée direction est |
| Comté et ville de San Francisco                                                        | Comté et ville de San Francisco  | 1,91   | 3,07   | 2C | Fremont Street / Folsom Street                                                                                            | Sortie direction ouest, entrée direction est |
| Baie de San Francisco                                                                  | Baie de San Francisco            | 3,75   | 6,04   | Bay Bridge (travée ouest)                                                                             | Bay Bridge (travée ouest)                                                                                                 | Bay Bridge (travée ouest) |
| Comté et ville de San Francisco                                                        | Comté et ville de San Francisco  | 4,18   | 6,73   | 4A | Treasure Island | Sortie direction est, entrée direction ouest |
| Comté et ville de San Francisco                                                        | Comté et ville de San Francisco  | 4,18   | 6,73   | Yerba Buena Tunnel                                                                                    | | |
| Comté et ville de San Francisco                                                        | Comté et ville de San Francisco  | 4,18   | 6,73   | 4 | Treasure Island, Yerba Buena Island                                                                                       | Pas de sortie en direction est |
| Baie de San Francisco                                                                  | Baie de San Francisco            | 5,31   | 8,55   | Bay Bridge (travée est; péage en direction ouest)                                                     | Bay Bridge (travée est; péage en direction ouest)                                                                         | Bay Bridge (travée est; péage en direction ouest) |
| Alameda                                                                                | Oakland                          | 7,83   | 12,60  | 8A | I-880 sud (Nimitz Freeway) – Alameda, San José                                                                            | Sortie direction est, entrée direction ouest; sortie 46A de l'I-880; accès à l'Aéroport international d'Oakland                                         |
| Alameda                                                                                | Oakland                          | 7,83   | 12,60  | ♦ | Aire de stationnement du poste de péage                                                                                   | Accès via la voie HOV |
| Alameda                                                                                | Oakland                          | 7,83   | 12,60  | 8A | West Grand Avenue, Maritime Street                                                                                        | |
| Alameda                                                                                | Oakland                          | 8,13   | 13,08  | 8B | I-580 est (MacArthur Freeway) vers SR 24 (en) – Centre-ville d'Oakland, Hayward, Stockton                                 | Indication direction est; sortie 19A de l'I-580 |
| Alameda                                                                                | Oakland                          | 8,13   | 13,08  | 8B | I-580 est (MacArthur Freeway) / I-880 sud (Nimitz Freeway) – Centre-ville d'Oakland, Hayward, Stockton, Alameda, San José | Terminus ouest du multiplex avec I-580; sortie direction ouest, entrée direction est; sortie 46B de l'I-880; accès à l'Aéroport international d'Oakland |
| Alameda                                                                                | Emeryville                       | 9,10   | 14,65  | 9 | Powell Street – Emeryville                                                                                                | |
| Alameda                                                                                | Limite Emeryville–Berkeley       | 9,89   | 15,92  | 10 | SR 13 (en) (Ashby Avenue) / Shellmound Street                                                                             | |
| Alameda                                                                                | Berkeley                         | 11,13  | 17,91  | 11 | University Avenue – Berkeley                                                                                              | Dessert UC Berkeley |
| Alameda                                                                                | Berkeley                         | 11,91  | 19,17  | 12 | Gilman Street | |
| Alameda                                                                                | Albany                           | 12,61  | 20,29  | 13A                                                                                                   | Buchanan Street – Albany                                                                                                  | Indiqué sortie 13 en direction ouest; Buchanan Street non-indiqué en direction ouest                                                                    |
| Alameda                                                                                | Albany                           | 12,91  | 20,78  | 13B                                                                                                   | I-580 ouest – Richmond, San Rafael                                                                                        | Terminus est du multiplex avec I-580; sortie direction est, entrée direction ouest                                                                      |
| Contra Costa                                                                           | Richmond                         | 13,57  | 21,84  | 14A                                                                                                   | Central Avenue – El Cerrito                                                                                               | |
| Contra Costa                                                                           | Richmond                         | 14,35  | 23,09  | 14B                                                                                                   | Carlson Boulevard | |
| Contra Costa                                                                           | Limite Richmond–El Cerrito       | 15,02  | 24,17  | 15 | Potrero Avenue | Sortie direction est, entrée direction ouest |
| Contra Costa                                                                           | Richmond                         | 15,02  | 24,17  | 15 | Cutting Boulevard | Sortie direction ouest, entrée direction est |
| Contra Costa                                                                           | Richmond                         |        |        | ♦ | Cutting Boulevard | Accès réservé aux HOV; sortie direction ouest, entrée direction est                                                                                     |
| Contra Costa                                                                           | Richmond                         | 15,97  | 25,70  | 16A                                                                                                   | Macdonald Avenue | Sortie direction est, entrée direction ouest |
| Contra Costa                                                                           | Richmond                         | 16,31  | 26,25  | 16B                                                                                                   | San Pablo Avenue, Barrett Avenue                                                                                          | Indiqué sortie 16 en direction ouest |
| Contra Costa                                                                           | Richmond                         | 16,76  | 26,97  | 17 | Solano Avenue | Sortie direction est, entrée direction ouest |
| Contra Costa                                                                           | Richmond                         | 16,76  | 26,97  | 17 | McBryde Avenue | Sortie direction ouest seulement |
| Contra Costa                                                                           | San Pablo                        | 17,69  | 28,47  | 18 | San Pablo Dam Road | |
| Contra Costa                                                                           | Richmond                         | 18,60  | 29,93  | 19A                                                                                                   | El Portal Drive | |
| Contra Costa                                                                           | Richmond                         | 19,33  | 31,11  | 19B                                                                                                   | Hilltop Mall, Auto Plaza                                                                                                  | |
| Contra Costa                                                                           | Limite Richmond–Pinole           |        |        | ♦ | Richmond Parkway | Accès réservé aux HOV; sortie direction est, entrée direction ouest                                                                                     |
| Contra Costa                                                                           | Pinole                           | 19,95  | 32,11  | 20 | Richmond Parkway, Fitzgerald Drive vers I-580 est                                                                         | |
| Contra Costa                                                                           | Pinole                           | 20,95  | 33,72  | 21 | Appian Way | |
| Contra Costa                                                                           | Pinole                           | 21,86  | 35,18  | 22 | Pinole Valley Road | |
| Contra Costa                                                                           | Hercules                         | 23,41  | 37,67  | 23 | SR 4 (en) est – Hercules, Stockton                                                                                        | Indication direction est; pas d'accès à SR 4 est depuis I-80 ouest                                                                                      |
| Contra Costa                                                                           | Hercules                         | 23,41  | 37,67  | 23 | Hercules | Indication direction ouest |
| Contra Costa                                                                           | Hercules                         | 24,04  | 38,69  | 24 | Willow Avenue – Rodeo | |
| Contra Costa                                                                           |                                  | 26,10  | 42,00  | 26 | Cummings Skyway vers SR 4 (en) est – Martinez, Concord                                                                    | |
| Contra Costa                                                                           |                                  | 26,84  | 43,19  | 27 | Pomona Street – Crockett, Port Costa                                                                                      | |
| Détroit de Carquinez                                                                   | Détroit de Carquinez             | 27,49  | 44,24  | Pont Carquinez (péage en direction est)                                                               | Pont Carquinez (péage en direction est)                                                                                   | Pont Carquinez (péage en direction est) |
| Solano                                                                                 | Vallejo                          | 28,63  | 46,08  | 29A                                                                                                   | SR 29 (Sonoma Boulevard)                                                                                                  | Sortie direction est, entrée direction ouest |
| Solano                                                                                 | Vallejo                          | 28,63  | 46,08  | 29A                                                                                                   | Maritime Academy Drive | Sortie et entrée direction ouest |
| Solano                                                                                 | Vallejo                          | 28,63  | 46,08  | 29B                                                                                                   | Sequoia Avenue | Sortie direction est seulement |
| Solano                                                                                 | Vallejo                          | 29,27  | 47,11  | 29C                                                                                                   | Magazine Street | Indiqué sortie 29B en direction ouest |
| Solano                                                                                 | Vallejo                          | 29,71  | 47,81  | 30A                                                                                                   | I-780 vers I-680 / Curtola Parkway – Benicia, Martinez                                                                    | Sortie 1 de l'I-780 |
| Solano                                                                                 | Vallejo                          | 29,93  | 48,17  | 30B                                                                                                   | Frontage Road (vers Benicia Road)                                                                                         | Sortie direction est seulement |
| Solano                                                                                 | Vallejo                          | 30,37  | 48,88  | 30C                                                                                                   | Georgia Street – Centre de Vallejo                                                                                        | Indiqué sortie 30B en direction ouest |
| Solano                                                                                 | Vallejo                          | 30,72  | 49,44  | 31A                                                                                                   | Springs Road, Solano Avenue                                                                                               | |
| Solano                                                                                 | Vallejo                          | 30,98  | 49,86  | 31B                                                                                                   | Tennessee Street – Mare Island                                                                                            | |
| Solano                                                                                 | Vallejo                          | 31,92  | 51,37  | 32 | Redwood Parkway, Redwood Street                                                                                           | Indiqué sortie 32A (est) et 32B (ouest) en direction est                                                                                                |
| Solano                                                                                 | Vallejo                          | 33,12  | 53,30  | 33 | SR 37 ouest / Columbus Parkway – Napa, Novato, San Rafael, Auto Mall                                                      | Indiqué sortie 33A (Columbus Parkway) et 33B (SR 37) en direction ouest                                                                                 |
| Solano                                                                                 | Vallejo                          | 34,12  | 54,91  | Aire de repos de Hunter Hill (direction ouest seulement)                                              | Aire de repos de Hunter Hill (direction ouest seulement)                                                                  | Aire de repos de Hunter Hill (direction ouest seulement)                                                                                                |
| Limite Solano–Napa                                                                     | Vallejo                          | 35,59  | 57,28  | 36 | American Canyon Road | |
| Solano                                                                                 | Fairfield                        | 38,88  | 62,57  | 39A                                                                                                   | Red Top Road | Indiqué sortie 39 en direction est |
| Solano                                                                                 | Fairfield                        | 38,88  | 62,57  | — | I-80 Express Lanes | Terminus ouest des voies express en construction |
| Solano                                                                                 | Fairfield                        | 38,88  | 62,57  | 39B                                                                                                   | SR 12 (en) ouest – Napa, Sonoma                                                                                           | Terminus ouest du multiplex avec SR 12; accès direction est via sortie 40                                                                               |
| Solano                                                                                 | Fairfield                        | 40,34  | 64,92  | 40 | Green Valley Road | Accès direction ouest via sortie 41 |
| Solano                                                                                 | Fairfield                        | 40,34  | 64,92  | 40 | I-680 sud – Benicia, Martinez, San José                                                                                   | Sortie 71A-B de l'I-680 nord |
| Solano                                                                                 | Fairfield                        | 40,34  | 64,92  | 41 | Suisun Valley Road, Pittman Road                                                                                          | |
| Solano                                                                                 | Fairfield                        | 43,32  | 69,72  | 43 | SR 12 (en) est – Suisun City, Rio Vista                                                                                   | Terminus est du multiplex avec SR 12 |
| Solano                                                                                 | Fairfield                        | 43,64  | 70,23  | 44A                                                                                                   | Abernathy Road, Suisun Parkway                                                                                            | Indiqué sortie 43 en direction ouest |
| Solano                                                                                 | Fairfield                        | 44,22  | 71,17  | 44B                                                                                                   | West Texas Street, Rockville Road                                                                                         | Indiqué sortie 44 en direction ouest |
| Solano                                                                                 | Fairfield                        | 45,42  | 73,10  | 45 | Travis Boulevard | |
| Solano                                                                                 | Fairfield                        | 46,68  | 75,12  | 47 | Waterman Boulevard, Air Base Parkway – Travis AFB                                                                         | Indiqué sortie 47A (Air Base Parkway) et 47B (Waterman Boulevard) en direction ouest                                                                    |
| Solano                                                                                 | Fairfield                        | 48,30  | 77,73  | 48 | North Texas Street, Manuel Campos Parkway                                                                                 | |
| Solano                                                                                 | Vacaville                        | 50,62  | 81,46  | 51A                                                                                                   | Lagoon Valley Road, Cherry Glen Road                                                                                      | |
| Solano                                                                                 | Vacaville                        | 51,16  | 82,33  | 51B                                                                                                   | Peña Adobe Road | |
| Solano                                                                                 | Vacaville                        |        |        | 52 | Cherry Glen Road | Sortie direction ouest seulement |
| Solano                                                                                 | Vacaville                        | 52,81  | 84,99  | 53 | Alamo Drive, Merchant Street                                                                                              | |
| Solano                                                                                 | Vacaville                        | 53,51  | 86,12  | 54A                                                                                                   | Davis Street | |
| Solano                                                                                 | Vacaville                        | 53,97  | 86,86  | 54B                                                                                                   | Peabody Road, Mason Street – Elmira                                                                                       | |
| Solano                                                                                 | Vacaville                        | 54,74  | 88,10  | 55 | Monte Vista Avenue, Allison Drive, Nut Tree Parkway                                                                       | |
| Solano                                                                                 | Vacaville                        | 55,86  | 89,90  | 56 | I-505 nord – Winters, Redding                                                                                             | Sortie 1A-B de l'I-505 |
| Solano                                                                                 | Vacaville                        |        |        | — | I-80 Express Lanes | Terminus est des voies express en construction |
| Solano                                                                                 | Vacaville                        | 57,29  | 92,20  | 57 | Leisure Town Road, Vaca Valley Parkway                                                                                    | |
| Solano                                                                                 | Vacaville                        | 58,80  | 94,63  | 59 | Meridian Road, Weber Road                                                                                                 | |
| Solano                                                                                 | Vacaville                        | 60,12  | 96,75  | 60 | Midway Road, Lewis Road                                                                                                   | |
| Solano                                                                                 | Dixon                            | 64,04  | 103,06 | 63 | Dixon Avenue, West A Street                                                                                               | |
| Solano                                                                                 | Dixon                            | 64,38  | 103,61 | 64 | Pitt School Road | |
| Solano                                                                                 | Dixon                            | 65,70  | 105,73 | 66A                                                                                                   | SR 113 (en) sud (First Street) / Currey Road – Dixon                                                                      | Terminus ouest du multiplex avec SR 113; indiqué sortie 66 direction est                                                                                |
| Solano                                                                                 | Dixon                            | 65,70  | 105,73 | 66B                                                                                                   | Milk Farm Road | Sortie direction ouest seulement |
| Solano                                                                                 | Dixon                            | 67,22  | 108,18 | 67 | Pedrick Road | |
| Solano                                                                                 |                                  | 68,74  | 110,63 | 69 | Kidwell Road | |
| Solano                                                                                 |                                  | 70,16  | 112,91 | 70 | SR 113 (en) nord (Vic Fazio Highway) – Woodland                                                                           | Terminus est du multiplex avec SR 113 |
| Solano                                                                                 |                                  | 70,50  | 113,46 | 71 | UC Davis | |
| Yolo                                                                                   | Davis                            | 72,44  | 116,78 | 72 | Richards Boulevard – Centre-ville de Davis                                                                                | Indiqué sortie 72A (sud) et 72B (nord) en direction ouest                                                                                               |
| Yolo                                                                                   | Davis                            | 73,05  | 117,56 | 73 | Olive Drive | Sortie direction ouest seulement |
| Yolo                                                                                   | Davis                            | 74,89  | 120,52 | 75 | Mace Boulevard | |
| Yolo                                                                                   |                                  | 78,00  | 125,53 | 78 | Road 32A, East Chiles Road                                                                                                | |
| Yolo                                                                                   | Yolo Bypass                      | 78,02  | 125,56 | Yolo Causeway                                                                                         | Yolo Causeway | Yolo Causeway |
| Yolo                                                                                   | West Sacramento                  | 81,39  | 130,98 | 81 | West Capitol Avenue, Enterprise Boulevard                                                                                 | |
| Yolo                                                                                   | West Sacramento                  | 82,12  | 132,16 | 82 | US 50 est – Sacramento, South Lake Tahoe                                                                                  | |
| Yolo                                                                                   | West Sacramento                  | 83,46  | 134,32 | 83 | Reed Avenue | |
| Sacramento                                                                             | Sacramento                       | 85,29  | 137,26 | 85 | West El Camino Avenue | |
| Sacramento                                                                             | Sacramento                       | 86,48  | 139,18 | 86 | I-5 vers SR 99 (en) – Los Angeles, Redding                                                                                | Sortie 522 de l'I-5 |
| Sacramento                                                                             | Sacramento                       | 87,58  | 140,95 | 88 | Truxel Road | |
| Sacramento                                                                             | Sacramento                       | 88,91  | 143,09 | 89 | Northgate Boulevard | |
| Sacramento                                                                             | Sacramento                       | 90,05  | 144,92 | 90 | Norwood Avenue | |
| Sacramento                                                                             | Sacramento                       | 91,56  | 147,35 | 91 | Raley Boulevard, Marysville Boulevard – Del Paso Heights                                                                  | |
| Sacramento                                                                             | Sacramento                       | 92,60  | 149,03 | 92 | Winters Street | |
| Sacramento                                                                             | Sacramento                       | 93,33  | 150,20 | 93 | Longview Drive | |
| Sacramento                                                                             | North Highlands                  | 94,29  | 151,75 | 94 | Stations de train léger (Roseville Road, Watt/I-80 West et Watt/I-80)                                                     | Sortie direction ouest, entrée direction est |
| Sacramento                                                                             | North Highlands                  | 94,29  | 151,75 | 94A                                                                                                   | Watt Avenue | Accès direction ouest via sortie 95 |
| Sacramento                                                                             | North Highlands                  | 94,29  | 151,75 | 94B                                                                                                   | Auburn Boulevard | Accès direction ouest via sortie 95 |
| Sacramento                                                                             | North Highlands                  | 94,94  | 152,79 | 95 | I-80 BL ouest (Capital City Freeway) vers SR 99 (en) sud – Sacramento                                                     | Sortie direction ouest, entrée direction est |
| Sacramento                                                                             | North Highlands                  | 96,41  | 155,16 | 96 | Madison Avenue | |
| Sacramento                                                                             | Limite Foothill Farms–Carmichael | 98,38  | 158,33 | 98 | Greenback Lane, Elkhorn Boulevard                                                                                         | |
| Sacramento                                                                             | Citrus Heights                   | 100,62 | 161,93 | 100                                                                                                   | Antelope Road | |
| Limite Sacramento–Placer                                                               | Limite Citrus Heights–Roseville  | 102,20 | 164,47 | 102                                                                                                   | Riverside Avenue, Auburn Boulevard – Roseville, Citrus Heights                                                            | |
| Placer                                                                                 | Roseville                        | 103,91 | 167,23 | 103                                                                                                   | Douglas Boulevard, Sunrise Avenue                                                                                         | Indiqué sortie 103A (est) et 103B (ouest) en direction est                                                                                              |
| Placer                                                                                 | Roseville                        | 105,00 | 168,98 | 105A                                                                                                  | Atlantic Street, Eureka Road                                                                                              | Indiqué sortie 105A (Eureka Road) et 105B (Atlantic Street) en direction ouest                                                                          |
| Placer                                                                                 | Roseville                        | 105,59 | 169,93 | 105B                                                                                                  | Taylor Road, Pacific Street                                                                                               | Sortie direction ouest via sortie 105A |
| Placer                                                                                 | Limite Roseville–Rocklin         | 106,09 | 170,94 | 106                                                                                                   | SR 65 (en) nord – Lincoln, Marysville                                                                                     | |
| Placer                                                                                 | Rocklin                          | 107,99 | 173,59 | 108                                                                                                   | Rocklin Road | |
| Placer                                                                                 | Rocklin                          | 109,35 | 175,98 | 109                                                                                                   | Sierra College Boulevard                                                                                                  | |
| Placer                                                                                 | Loomis                           | 110,65 | 178,07 | 110                                                                                                   | Horseshoe Bar Road | |
| Placer                                                                                 | Penryn                           | 112,28 | 180,70 | 112                                                                                                   | Penryn Road – Penryn | |
| Placer                                                                                 | Newcastle                        | 115,74 | 186,27 | 115                                                                                                   | Newcastle Road – Newcastle                                                                                                | |
| Placer                                                                                 | Newcastle                        | 116,23 | 187,05 | 116                                                                                                   | SR 193 (en) ouest – Lincoln                                                                                               | Terminus ouest du multiplex avec SR 193 |
| Placer                                                                                 | Auburn                           | 118,84 | 191,25 | 118                                                                                                   | Ophir Road | Sortie direction ouest, entrée direction est |
| Placer                                                                                 | Auburn                           | 119,22 | 191,87 | 119A                                                                                                  | Maple Street, Nevada Street                                                                                               | |
| Placer                                                                                 | Auburn                           | 119,47 | 192,27 | 119B                                                                                                  | SR 49 (en) nord (Grass Valley Highway) – Grass Valley                                                                     | Terminus ouest du multiplex avec SR 49 |
| Placer                                                                                 | Auburn                           | 119,76 | 192,74 | 119C                                                                                                  | SR 49 (en) sud (SR 193 (en) est / Elm Avenue) – Placerville                                                               | Terminus est du multiplex avec SR 49 / SR 193 |
| Placer                                                                                 | Limite Auburn–North Auburn       | 120,87 | 194,52 | 120                                                                                                   | Lincoln Way, Russell Road                                                                                                 | Pas d'entrée direction est |
| Placer                                                                                 | North Auburn                     | 121,40 | 195,37 | 121                                                                                                   | Auburn Ravine Road – Foresthill                                                                                           | |
| Placer                                                                                 | North Auburn                     | 122,06 | 196,44 | 122                                                                                                   | Bowman | |
| Placer                                                                                 |                                  | 123,06 | 198,05 | 123                                                                                                   | Bell Road | |
| Placer                                                                                 |                                  | 124,14 | 199,78 | 124                                                                                                   | Dry Creek Road | |
| Placer                                                                                 |                                  | 125,36 | 201,75 | 125                                                                                                   | Clipper Gap, Meadow Vista                                                                                                 | Reliée à Placer Hills Road |
| Placer                                                                                 |                                  | 128,14 | 206,22 | 128                                                                                                   | Applegate | Reliée à Crother Road |
| Placer                                                                                 |                                  | 129,32 | 208,12 | 129                                                                                                   | Heather Glen | Reliée à Applegate Road et Geisendorfer Road |
| Placer                                                                                 |                                  | 130,52 | 210,05 | 130                                                                                                   | West Paoli Lane | |
| Placer                                                                                 |                                  | 131,25 | 211,23 | 131                                                                                                   | Weimar Cross Road | |
| Placer                                                                                 | Colfax                           | 133,72 | 215,20 | 133                                                                                                   | Canyon Way, Placer Hills Road                                                                                             | |
| Placer                                                                                 | Colfax                           | 135,06 | 217,36 | 135                                                                                                   | SR 174 (en) – Colfax, Grass Valley                                                                                        | |
| Placer                                                                                 |                                  | 140,28 | 225,76 | 139                                                                                                   | Rollins Lake Road, Magra Road                                                                                             | Sortie et entrée direction ouest |
| Placer                                                                                 | 140                              | 140,28 | 225,76 | Secret Town Road, Magra Road                                                                          | | |
| Placer                                                                                 |                                  | 143,30 | 230,62 | 143                                                                                                   | Magra Road – Gold Run | |
| Placer                                                                                 |                                  | 143,68 | 231,23 | Aire de repos de Gold Run                                                                             | Aire de repos de Gold Run                                                                                                 | Aire de repos de Gold Run |
| Placer                                                                                 |                                  | 144,13 | 231,95 | 144                                                                                                   | Gold Run | Sortie direction ouest, entrée direction est; reliée à Gold Run Road et Hi Sierra Drive                                                                 |
| Placer                                                                                 |                                  | 145,10 | 233,52 | 145                                                                                                   | Dutch Flat | Reliée à Canyon Creek Road et Ridge Road |
| Placer                                                                                 |                                  | 146,68 | 236,06 | 146                                                                                                   | Alta | Reliée à Alta Bonnynook Road et Morton Road |
| Placer                                                                                 |                                  | 148,24 | 238,57 | 148A                                                                                                  | Crystal Springs | Reliée à Crystal Springs Road |
| Placer                                                                                 | Alta                             | 148,87 | 239,58 | 148B                                                                                                  | Baxter | Relie à Baxter Road |
| Placer                                                                                 |                                  | 150,23 | 242,90 | 150                                                                                                   | Drum Forebay Road | |
| Placer                                                                                 |                                  | 155,29 | 249,92 | 155                                                                                                   | Blue Canyon | Reliée à Blue Canyon Road |
| Placer                                                                                 |                                  | 156,74 | 252,25 | 156                                                                                                   | Nyack Road | |
| Placer                                                                                 |                                  | 157,99 | 254,26 | 158A                                                                                                  | Emigrant Gap | Indiqué sortie 158 en direction ouest; reliée à Emigrant Gap Road                                                                                       |
| Placer                                                                                 |                                  | 158,79 | 255,55 | 158B                                                                                                  | Laing Road | Sortie direction est seulement |
| Nevada                                                                                 |                                  | 160,77 | 258,73 | 160                                                                                                   | Yuba Gap | Reliée à Lake Valley Road |
| Nevada                                                                                 |                                  | 161,47 | 259,86 | 161                                                                                                   | SR 20 ouest – Nevada City, Grass Valley                                                                                   | |
| Nevada                                                                                 |                                  | 163,96 | 263,87 | 164                                                                                                   | Eagle Lakes Road | |
| Placer                                                                                 |                                  | 165,45 | 266,27 | 165                                                                                                   | Cisco Grove | Reliée à Cisco Road |
| Placer                                                                                 |                                  | 166,73 | 268,33 | 166                                                                                                   | Big Bend | Sortie direction est seulement; reliée à Hampshire Rocks Road                                                                                           |
| Placer                                                                                 |                                  | 168,13 | 270,58 | 168                                                                                                   | Rainbow Road – Big Bend                                                                                                   | |
| Placer                                                                                 | Kingvale                         | 171,16 | 275,46 | 171                                                                                                   | Kingvale | Reliée à Donner Pass Road |
| Nevada                                                                                 | Soda Springs                     | 173,84 | 279,77 | 174                                                                                                   | Soda Springs, Norden | Reliée à Donner Pass Road |
| Nevada                                                                                 |                                  | 176,23 | 283,61 | 176                                                                                                   | Boreal Ridge Road – Castle Peak                                                                                           | |
| Nevada                                                                                 |                                  | 176,66 | 284,31 | Aire de repos de Donner Summit                                                                        | Aire de repos de Donner Summit                                                                                            | Aire de repos de Donner Summit |
| Nevada                                                                                 |                                  | 176,90 | 284,69 | Col Donner, altitude 7 227 pieds (2 203 m) en direction est; 7 239 pieds (2 206 m) en direction ouest | Col Donner, altitude 7 227 pieds (2 203 m) en direction est; 7 239 pieds (2 206 m) en direction ouest                     | Col Donner, altitude 7 227 pieds (2 203 m) en direction est; 7 239 pieds (2 206 m) en direction ouest                                                   |
| Nevada                                                                                 | Truckee                          | 180,16 | 289,94 | 180                                                                                                   | Donner Lake | Reliée à Donner Lake Road |
| Nevada                                                                                 | Truckee                          | 184,91 | 297,58 | 184                                                                                                   | Donner Pass Road | |
| Nevada                                                                                 | Truckee                          | 185,86 | 299,11 | 185                                                                                                   | SR 89 sud – Tahoe City, Lake Tahoe, Squaw Valley                                                                          | Terminus ouest du multiplex avec SR 89 |
| Nevada                                                                                 | Truckee                          | 186,67 | 300,42 | 186                                                                                                   | Truckee Centre | Pas d'entrée direction est ; reliée à Donner Pass Road                                                                                                  |
| Nevada                                                                                 | Truckee                          | 187,99 | 302,54 | 188A                                                                                                  | Truckee | Sortie direction est, entrée direction ouest ; reliée à Truckee Way                                                                                     |
| Nevada                                                                                 | Truckee                          | 188,30 | 303,04 | 188B                                                                                                  | SR 89 nord / SR 267 (en) sud – Sierraville, Lake Tahoe                                                                    | Terminus est du multiplex avec SR 89; indiqué sortie 188 en direction ouest                                                                             |
| Nevada                                                                                 | Truckee                          | 189,98 | 305,74 | 190                                                                                                   | Overland Trail | |
| Nevada                                                                                 | Truckee                          | 190,96 | 307,32 | Poste d'inspection de l'Agriculture (direction ouest)                                                 | Poste d'inspection de l'Agriculture (direction ouest)                                                                     | Poste d'inspection de l'Agriculture (direction ouest)                                                                                                   |
| Nevada                                                                                 | Truckee                          | 194,11 | 312,39 | 194                                                                                                   | Hirschdale Road | |
| Nevada                                                                                 | Floriston                        | 198,99 | 320,24 | 199                                                                                                   | Floriston | Reliée à Floriston Way |
| Nevada                                                                                 |                                  | 201,19 | 323,78 | 201                                                                                                   | Farad | Reliée à Mystic Road |
| Sierra                                                                                 |                                  | 205,07 | 330,03 | | I-80 est – Reno | Continue au Nevada |
| - Terminus de multiplex - Péage - Accès incomplet - Accès réservé aux HOV - Non-ouvert |                                  |        |        | | | |

### Nevada
| Interstate 80                             |                     |                     |                     |                     | |                                                                                   |
| Comté                                     | Municipalité        | mi                  | km                  | Sortie              | Intersections / Destinations                                                                          | Notes                                                                             |
| Washoe                                    | Verdi               | 0,00                | 0,00                | —                   | I-80 ouest – Sacramento                                                                               | Continue en Californie                                                            |
| Washoe                                    | Verdi               |                     |                     | 1                   | Verdi (I-80 Bus. est)                                                                                 | Sortie et entrée direction ouest                                                  |
| Washoe                                    | Verdi               | 2,80                | 4,50                | 2                   | Verdi (I-80 Bus. est)                                                                                 | Pas d'entrée direction ouest                                                      |
| Washoe                                    | Verdi               | 3,20                | 5,10                | 3                   | Verdi                                                                                                 | Sortie direction ouest, entrée direction est                                      |
| Washoe                                    | Verdi               | 4,80                | 7,70                | 4                   | Boomtown Garson Road                                                                                  |                                                                                   |
| Washoe                                    | Verdi               | 5,70                | 9,20                | 5                   | Verdi-Est (I-80 Bus. ouest)                                                                           | Sortie direction ouest, entrée direction est                                      |
| Washoe                                    | Mogul               | 7,00                | 11,30               | 7                   | Mogul                                                                                                 |                                                                                   |
| Washoe                                    | Reno                | 7,70                | 12,40               | 8                   | West 4th Street                                                                                       | Sortie direction est, entrée direction ouest                                      |
| Washoe                                    | Reno                | 9,20                | 14,80               | 9                   | Robb Drive                                                                                            |                                                                                   |
| Washoe                                    | Reno                | 10,70               | 17,20               | 10                  | McCarren Boulevard ouest                                                                              |                                                                                   |
| Washoe                                    | Reno                | 12,50               | 20,10               | 12                  | Keystone Avenue                                                                                       |                                                                                   |
| Washoe                                    | Reno                | 13,30               | 21,40               | 13                  | Virginia Street, Centre-ville                                                                         |                                                                                   |
| Washoe                                    | Reno                | 14,10               | 22,70               | 14                  | Wells Avenue                                                                                          |                                                                                   |
| Washoe                                    | Reno                | 14,90               | 24,00               | 15                  | I-580 sud / US 395 – Carson City, Susanville                                                          | Dessert l'Aéroport international de Reno-Tahoe; sortie 36 de l'I-580 nord         |
| Washoe                                    | Sparks              | 15,40               | 24,80               | 16                  | Prater Way, East 4th Street                                                                           |                                                                                   |
| Washoe                                    | Sparks              | 16,10               | 25,90               | 17                  | Rock Boulevard                                                                                        | Aussi indiqué Nugget Avenue en direction est                                      |
| Washoe                                    | Sparks              | 16,80               | 27,00               | 18                  | SR 445 (en) (Pyramid Way)                                                                             |                                                                                   |
| Washoe                                    | Sparks              | 17,60               | 28,30               | 19                  | McCarran Boulevard est                                                                                |                                                                                   |
| Washoe                                    | Sparks              | 18,90               | 30,40               | 20                  | Sparks Boulevard                                                                                      |                                                                                   |
| Washoe                                    | Sparks              | 19,70               | 31,70               | 21                  | Vista Boulevard, Greg Street                                                                          |                                                                                   |
| Washoe                                    | Lockwood            | 22,60               | 36,40               | 22                  | Lockwood                                                                                              |                                                                                   |
| Washoe                                    |                     | 24,00               | 38,60               | 23                  | Mustang                                                                                               |                                                                                   |
| Washoe                                    |                     | 28,20               | 45,40               | 28                  | Patrick                                                                                               |                                                                                   |
| Washoe                                    | Clark               | 32,10               | 51,70               | 32                  | SR 439 (en) sud (USA Parkway)                                                                         |                                                                                   |
| Washoe                                    |                     | 36,90               | 59,40               | 36                  | Derby Dam                                                                                             |                                                                                   |
| Washoe                                    |                     | 39,00               | 62,80               | 38                  | Orchard                                                                                               |                                                                                   |
| Washoe                                    |                     | 40,20               | 64,70               | 40                  | Painted Rock                                                                                          |                                                                                   |
| Washoe                                    | Wadsworth           | 44,00               | 70,80               | 43                  | Wadsworth                                                                                             |                                                                                   |
| Storey                                    | Pas d'intersections | Pas d'intersections | Pas d'intersections | Pas d'intersections | Pas d'intersections                                                                                   | Pas d'intersections                                                               |
| Lyon                                      | Fernley             | 46,40               | 74,70               | 46                  | Fernley ouest                                                                                         |                                                                                   |
| Lyon                                      | Fernley             | 48,90               | 78,70               | 48                  | US 95 Alt. sud (I-80 Bus. ouest) vers US 50 Alt. – Fernley est, Yerington, Fallon, Ely, Las Vegas     | Terminus ouest du multiplex avec US 95 Alt.                                       |
| Lyon                                      | Fernley             | 50,10               | 80,60               | 50                  | Nevada Pacific Freeway                                                                                |                                                                                   |
| Churchill                                 |                     | 65,20               | 104,90              | 65                  | Nightingale Hot Springs                                                                               |                                                                                   |
| Churchill                                 |                     | 78,90               | 127,00              | 78                  | Jessup                                                                                                |                                                                                   |
| Churchill                                 | Trinity             | 83,30               | 134,10              | 83                  | US 95 sud (Veterans Memorial Highway) – Fallon, Las Vegas                                             | Terminus est du multiplex avec US 95 Alt.; terminus ouest du multiplex avec US 95 |
| Pershing                                  | Toulon              | 93,50               | 150,50              | 93                  | Toulon                                                                                                |                                                                                   |
| Pershing                                  | Lovelock            | 105,50              | 169,80              | 105                 | Lovelock Ouest                                                                                        | Sortie direction est, entrée direction ouest                                      |
| Pershing                                  | Lovelock            | 106,40              | 171,20              | 106                 | Centre-ville de Lovelock                                                                              |                                                                                   |
| Pershing                                  | Lovelock            | 107,20              | 172,50              | 107                 | Lovelock Est                                                                                          | Sortie direction ouest, entrée direction est                                      |
| Pershing                                  | Lovelock            | 112,90              | 181,70              | 112                 | Coal Canyon                                                                                           |                                                                                   |
| Pershing                                  | Oreana              | 120,20              | 193,40              | 119                 | Oreana, Rochester                                                                                     |                                                                                   |
| Pershing                                  |                     | 129,60              | 208,60              | 129                 | Rye Patch Dam                                                                                         |                                                                                   |
| Pershing                                  | Humboldt            | 138,70              | 223,20              | 138                 | Humboldt                                                                                              |                                                                                   |
| Pershing                                  | Imlay               | 146,00              | 235,00              | 145                 | Imlay                                                                                                 |                                                                                   |
| Pershing                                  | Mill City           | 150,30              | 241,90              | 149                 | SR 400 (en) sud (Unionville Road) – Mill City, Unionville                                             |                                                                                   |
| Pershing                                  | Mill City           | 152,10              | 244,80              | 151                 | Mill City, Dun Glen                                                                                   | Pas d'entrée en direction ouest                                                   |
| Pershing                                  | Cosgrave            | 158,70              | 245,40              | 158                 | Cosgrave                                                                                              |                                                                                   |
| Humboldt                                  | Rose Creek          | 168,40              | 271,00              | 168                 | Rose Creek                                                                                            |                                                                                   |
| Humboldt                                  | Winnemucca          | 173,40              | 279,10              | 173                 | West Winnemucca Boulevard                                                                             |                                                                                   |
| Humboldt                                  | Winnemucca          | 176,70              | 284,40              | 176                 | US 95 nord (Veterans Memorial Highway / I-80 Bus. est) – Centre-ville de Winnemucca, McDermitt, Boise | Terminus est du multiplex avec US 95                                              |
| Humboldt                                  | Winnemucca          | 179,00              | 288,10              | 178                 | SR 289 (en) – Centre-ville de Winnemucca                                                              |                                                                                   |
| Humboldt                                  | Winnemucca          | 180,80              | 291,00              | 180                 | SR 794 (en) ouest (East Winnemucca Boulevard)                                                         |                                                                                   |
| Humboldt                                  | Button Point        | 187,70              | 302,10              | 187                 | Button Point                                                                                          |                                                                                   |
| Humboldt                                  | Golconda            | 194,50              | 313,00              | 194                 | Golconda, Midas                                                                                       |                                                                                   |
| Humboldt                                  |                     | 200,50              | 322,70              | 200                 | Golconda Summit                                                                                       |                                                                                   |
| Humboldt                                  |                     | 204,10              | 328,50              | 203                 | Iron Point                                                                                            |                                                                                   |
| Humboldt                                  |                     | 205,60              | 330,90              | 205                 | Pumpernickel Valley                                                                                   |                                                                                   |
| Humboldt                                  | Stone House         | 212,50              | 342,00              | 212                 | Stone House                                                                                           |                                                                                   |
| Humboldt                                  | Valmy               | 217,20              | 349,50              | 216                 | Valmy                                                                                                 |                                                                                   |
| Humboldt                                  |                     | 222,70              | 358,40              | 222                 | Mote                                                                                                  |                                                                                   |
| Lander                                    | Battle Mountain     | 230,20              | 370,50              | 229                 | SR 304 (en) est (I-80 Bus. est) – Battle Mountain ouest                                               |                                                                                   |
| Lander                                    | Battle Mountain     | 231,70              | 372,90              | 231                 | SR 305 (en) (Broad Street) – Centre-ville de Battle Mountain, Austin                                  |                                                                                   |
| Lander                                    | Battle Mountain     | 233,60              | 375,90              | 233                 | SR 304 (en) ouest (I-80 Bus. ouest) – Battle Mountain est                                             |                                                                                   |
| Lander                                    | Argenta             | 244,70              | 393,80              | 244                 | Argenta                                                                                               |                                                                                   |
| Eureka                                    | Dunphy              | 254,50              | 409,60              | 254                 | Dunphy                                                                                                |                                                                                   |
| Eureka                                    |                     | 261,40              | 420,70              | 261                 | SR 306 (en) sud – Beowawe, Crescent Valley, Austin                                                    |                                                                                   |
| Eureka                                    |                     | 269,20              | 433,20              | 268                 | Emigrant Pass                                                                                         |                                                                                   |
| Eureka                                    |                     | 271,60              | 437,10              | 271                 | Palisade                                                                                              |                                                                                   |
| Elko                                      | Carlin              | 280,00              | 450,60              | 279                 | SR 278 (en) sud (I-80 Bus. est) – Carlin ouest, Eureka                                                |                                                                                   |
| Elko                                      | Carlin              | 281,40              | 452,90              | 280                 | SR 766 (en) – Carlin centre                                                                           |                                                                                   |
| Elko                                      | Carlin              | 282,70              | 455,00              | 282                 | SR 221 (en) ouest (I-80 Bus. ouest) – Carlin est                                                      |                                                                                   |
| Elko                                      | Hunter              | 293,30              | 472,00              | 292                 | Hunter                                                                                                |                                                                                   |
| Elko                                      | Elko                | 299,20              | 481,50              | 298                 | Elko ouest (I-80 Bus. est)                                                                            |                                                                                   |
| Elko                                      | Elko                | 301,90              | 485,90              | 301                 | SR 225 (en) (Mountain City Highway) – Elko centre                                                     |                                                                                   |
| Elko                                      | Elko                | 304,40              | 489,90              | 303                 | Elko est (I-80 Bus. ouest)                                                                            |                                                                                   |
| Elko                                      | Osino               | 311,50              | 501,30              | 310                 | Osino                                                                                                 |                                                                                   |
| Elko                                      | Ryndon              | 315,50              | 507,70              | 314                 | Ryndon, Devils Gate                                                                                   |                                                                                   |
| Elko                                      | Ryndon              | 317,70              | 511,30              | 317                 | Elburz, Devils Gate                                                                                   |                                                                                   |
| Elko                                      | Halleck             | 322,20              | 518,50              | 321                 | SR 229 (en) est (Halleck and Secret Pass Road) – Halleck, Ruby Valley                                 |                                                                                   |
| Elko                                      |                     | 329,00              | 529,50              | 328                 | River Ranch                                                                                           |                                                                                   |
| Elko                                      | Deeth               | 334,50              | 538,30              | 333                 | Deeth, Starr Valley                                                                                   |                                                                                   |
| Elko                                      | Welcome             | 344,40              | 554,30              | 343                 | Welcome, Starr Valley                                                                                 |                                                                                   |
| Elko                                      | Beverly Hills       | 348,20              | 560,40              | 348                 | Beverly Hills                                                                                         |                                                                                   |
| Elko                                      | Wells               | 351,60              | 565,80              | 351                 | Wells ouest (I-80 Bus. est)                                                                           |                                                                                   |
| Elko                                      | Wells               | 352,50              | 567,30              | 352A                | US 93 – Wells est, Ely, Jackpot                                                                       | Terminus ouest du multiplex avec US 93 Alt.; indiqué sortie 352 en direction est  |
| Elko                                      | Wells               |                     |                     | 352B                | Wells est (I-80 Bus. ouest / 6th Street)                                                              | Sortie direction ouest seulement                                                  |
| Elko                                      | Moor                | 360,70              | 580,50              | 360                 | Moor                                                                                                  |                                                                                   |
| Elko                                      | Independence Valley | 365,90              | 588,90              | 365                 | Independence Valley                                                                                   |                                                                                   |
| Elko                                      | Pequop Summit       | 373,80              | 601,60              | 373                 | Pequop Summit                                                                                         |                                                                                   |
| Elko                                      | Pequop              | 376,50              | 605,90              | 376                 | Pequop                                                                                                |                                                                                   |
| Elko                                      | Oasis               | 379,40              | 610,60              | 378                 | SR 233 (en) est (Montello Road) – Oasis, Montello                                                     |                                                                                   |
| Elko                                      |                     | 388,10              | 624,60              | 387                 | Shafter                                                                                               |                                                                                   |
| Elko                                      |                     | 399,20              | 642,50              | 398                 | Pilot Peak                                                                                            |                                                                                   |
| Elko                                      | West Wendover       | 407,20              | 655,30              | 407                 | Ola                                                                                                   |                                                                                   |
| Elko                                      | West Wendover       | 410,40              | 660,50              | 410                 | US 93 Alt. sud (I-80 Bus. est) – West Wendover, Ely                                                   | Terminus est du multiplex avec US 93 Alt.                                         |
| Elko                                      | West Wendover       | 410,70              | 661,00              | —                   | I-80 est – Salt Lake City                                                                             | Continue en Utah                                                                  |
| - Terminus de multiplex - Accès incomplet |                     |                     |                     |                     | |                                                                                   |

### Utah
| Interstate 80                             |                                       |        |        |                                          |                                                                                         | |
| Comté                                     | Municipalité                          | mi     | km     | Sortie                                   | Intersections / Destinations                                                            | Notes |
| Tooele                                    | Wendover                              | 0,00   | 0,00   |                                          | I-80 ouest – Reno                                                                       | Continue au Nevada                                                                                              |
| Tooele                                    | Wendover                              | 0,04   | 0,07   | 1                                        | Wendover                                                                                | Sortie direction ouest, entrée direction est                                                                    |
| Tooele                                    | Wendover                              | 1,48   | 2,39   | 2                                        | I-80 BL / SR-58 (en) ouest – Wendover                                                   | Sortie direction ouest, entrée direction est                                                                    |
| Tooele                                    |                                       | 3,00   | 4,80   | —                                        | Point d'entrée                                                                          | |
| Tooele                                    |                                       | 3,99   | 6,43   | 4                                        | Bonneville Speedway                                                                     | |
| Tooele                                    |                                       | 9,82   | 15,80  | Aire de repos                            | Aire de repos                                                                           | Aire de repos                                                                                                   |
| Tooele                                    |                                       | 41,28  | 66,43  | 41                                       | Knolls (Wendover Cut-off)                                                               | |
| Tooele                                    |                                       | 48,94  | 78,76  | 49                                       | Clive                                                                                   | |
| Tooele                                    |                                       | 54,00  | 86,90  | Aire de repos de Grassy Mountain         | Aire de repos de Grassy Mountain                                                        | Aire de repos de Grassy Mountain                                                                                |
| Tooele                                    |                                       | 56,20  | 90,44  | 56                                       | Aragonite                                                                               | |
| Tooele                                    |                                       | 61,84  | 99,52  | 62                                       | Zone militaire, Lakeside                                                                | |
| Tooele                                    |                                       | 69,52  | 111,88 | 70                                       | Delle                                                                                   | |
| Tooele                                    | Rowley Junction                       | 76,40  | 122,96 | 77                                       | SR-196 (en) – Rowley, Dugway                                                            | |
| Tooele                                    |                                       | 83,36  | 134,15 | 84                                       | SR-138 (en) – Grantsville, Tooele                                                       | |
| Tooele                                    |                                       | 88,40  | 142,26 | 88                                       | Grantsville                                                                             | |
| Tooele                                    |                                       | 94,40  | 151,90 | 94                                       | SR-179 (en) sud (Midvalley Highway)                                                     | |
| Tooele                                    | Lake Point                            | 98,62  | 158,71 | 99                                       | SR-36 (en) – Stansbury, Tooele                                                          | |
| Salt Lake                                 |                                       | 101,54 | 163,42 | 102                                      | SR-201 (en) est (2100 South) – Magna, West Valley City                                  | Sortie direction est, entrée direction ouest                                                                    |
| Salt Lake                                 |                                       | 104,27 | 167,81 | 104                                      | SR-202 (en) / Saltair Drive                                                             | Accès au Parc d'État de Great Salt Lake                                                                         |
| Salt Lake                                 | Salt Lake City                        | 111,29 | 179,10 | 111                                      | 7200 West                                                                               | |
| Salt Lake                                 | Salt Lake City                        | 113,28 | 182,30 | 113                                      | SR-172 (en) sud (5600 West)                                                             | |
| Salt Lake                                 | Salt Lake City                        | 114,34 | 184,01 | 114                                      | Wright Brothers Drive                                                                   | Sortie direction ouest, entrée direction est                                                                    |
| Salt Lake                                 | Salt Lake City                        | 115,37 | 185,68 | 115                                      | SR-154 (en) (Bangerter Fighway) Aéroport international de Salt Lake City                | Indiqué sortie 115A (SR-154) et 115B (Aéroport)                                                                 |
| Salt Lake                                 | Salt Lake City                        | 116,49 | 187,47 | 115C                                     | North Temple – Centre-ville de Salt Lake City, Temple Square                            | Sortie direction est, entrée direction ouest                                                                    |
| Salt Lake                                 | Salt Lake City                        | 117,26 | 188,72 | 117                                      | I-215 – Ogden, Provo                                                                    | Sortie 22 de l'I-215 nord, sortie 22A-B de l'I-215 sud                                                          |
| Salt Lake                                 | Salt Lake City                        | 117,86 | 189,68 | 118                                      | SR-68 (en) (Redwood Road)                                                               | |
| Salt Lake                                 | Salt Lake City                        | 119,59 | 192,46 | 120                                      | I-15 nord (Veteran's Memorial Highway) – Ogden                                          | Sortie direction est, entrée direction ouest; sortie 308 de l'I-15                                              |
| Salt Lake                                 | Salt Lake City                        | 119,59 | 192,46 | 121                                      | SR-269 (en) (600 South)                                                                 | Sortie direction est, entrée direction ouest                                                                    |
| Salt Lake                                 | Salt Lake City                        | 119,59 | 192,46 | —                                        | I-15 nord (Veteran's Memorial Highway) – Ogden                                          | Terminus ouest du multiplex avec I-15; sortie direction ouest, entrée direction est; sortie 308 de l'I-15       |
| Salt Lake                                 | Salt Lake City                        | 120,50 | 193,88 | 306                                      | 600 South                                                                               | Sortie direction ouest, entrée direction est; numéros de sortie de l'I-15                                       |
| Salt Lake                                 | Salt Lake City                        | 120,50 | 193,88 | 305C                                     | 1300 South                                                                              | Sortie direction est, entrée direction ouest                                                                    |
| Salt Lake                                 | Salt Lake City                        | 120,50 | 193,88 | 305B                                     | 2100 South                                                                              | Sortie direction est via sortie 305C                                                                            |
| Salt Lake                                 | Limite Salt Lake City–South Salt Lake | 120,50 | 193,88 | 305A                                     | SR-201 (en) ouest – West Valley City                                                    | Sortie direction est, entrée direction ouest                                                                    |
| Salt Lake                                 | Limite Salt Lake City–South Salt Lake | 120,50 | 193,88 | —                                        | I-15 sud (Veteran's Memorial Highway) – Las Vegas                                       | Terminus est du multiplex avec I-15; sortie direction est, entrée direction ouest; sortie 304 de l'I-15         |
| Salt Lake                                 | Limite Salt Lake City–South Salt Lake | 120,50 | 193,88 | 122                                      | 2100 South / 1300 South / 900 South                                                     | Sortie direction ouest, entrée direction est                                                                    |
| Salt Lake                                 | South Salt Lake                       | 122,03 | 196,39 | 123A‑B                                   | I-15 sud (Veteran's Memorial Highway) / SR-201 (en) ouest – Las Vegas, West Valley City | Sortie direction ouest, entrée direction est; indiqué sortie 123A (SR-201) et 123B (I-15); sortie 304 de l'I-15 |
| Salt Lake                                 | South Salt Lake                       | 123,23 | 198,32 | 124                                      | US 89 (State Street)                                                                    | |
| Salt Lake                                 | Salt Lake City                        | 124,13 | 199,76 | 125                                      | SR-71 (en) (700 East)                                                                   | |
| Salt Lake                                 | Salt Lake City                        | 125,07 | 201,28 | 126                                      | 1300 East – Sugar House                                                                 | |
| Salt Lake                                 | Salt Lake City                        | 126,79 | 204,04 | 127                                      | 2300 East – Holladay, Millcreek                                                         | Sortie direction est, entrée direction ouest                                                                    |
| Salt Lake                                 | Salt Lake City                        | 127,04 | 204,45 | 128                                      | I-215 sud (Belt Route)                                                                  | Sortie direction est, entrée direction ouest                                                                    |
| Salt Lake                                 | Millcreek                             | 127,69 | 205,49 | 129                                      | SR-186 (en) ouest (Foothill Drive) / Parleys Way                                        | |
| Salt Lake                                 | Millcreek                             | 128,62 | 206,99 | 130                                      | I-215                                                                                   | Sortie direction ouest, entrée direction est; sortie 2 de l'I-215 nord                                          |
| Salt Lake                                 |                                       | 129,89 | 209,03 | 131                                      | Quarry Service Road                                                                     | Pas de sortie en direction est                                                                                  |
| Salt Lake                                 |                                       | 130,40 | 209,86 | 131                                      | Rock Quarry Road                                                                        | |
| Salt Lake                                 |                                       | 131,87 | 212,22 | 132                                      | Mt Aire Canyon Road                                                                     | Indiqué "Ranch Exit"                                                                                            |
| Salt Lake                                 |                                       | 132,48 | 213,20 | 133                                      | Utility Exit                                                                            | Sortie direction est, entrée direction ouest                                                                    |
| Salt Lake                                 |                                       | 133,67 | 215,11 | 134                                      | SR-65 (en) nord – East Canyon                                                           | |
| Salt Lake                                 |                                       | 136,11 | 219,05 | 137                                      | Lambs Canyon                                                                            | |
| Parleys Summit                            | Parleys Summit                        | 139,41 | 224,36 | 140                                      | Parleys Summit                                                                          | |
| Summit                                    | Summit Park                           | 141,82 | 228,23 | 141                                      | Jeremy Ranch                                                                            | |
| Summit                                    | Summit Park                           | 142,85 | 229,89 | Point de vue (direction est); sortie 144 | Point de vue (direction est); sortie 144                                                | Point de vue (direction est); sortie 144                                                                        |
| Summit                                    | Kimball Junction                      | 144,20 | 232,06 | 145                                      | SR-224 (en) sud – Park City                                                             | |
| Summit                                    | Silver Creek Junction                 | 146,88 | 236,37 | 146                                      | US 40 est / US 189 sud – Heber City, Vernal                                             | Terminus ouest du multiplex avec US 189; terminus ouest de la US 40                                             |
| Summit                                    |                                       | 150,72 | 242,57 | 150                                      | Tollgate Promontory                                                                     | |
| Summit                                    | Wanship                               | 154,97 | 249,40 | 155                                      | SR-32 (en) sud – Wanship, Kamas                                                         | |
| Summit                                    | Coalville                             | 162,59 | 261,67 | 162                                      | SR-280 (en) – Coalville                                                                 | |
| Summit                                    |                                       | 165,01 | 265,55 | Point de vue                             | Point de vue                                                                            | Point de vue |
| Summit                                    |                                       | 167,32 | 269,28 | 168                                      | I-84 ouest – Ogden                                                                      | Terminus est de l'I-84; sortie 120A-B de l'I-84                                                                 |
| Summit                                    |                                       | 167,78 | 270,02 | 169                                      | Echo                                                                                    | Accès aux California / Mormon Pioneer / Pony Express National Historic Trails                                   |
| Summit                                    |                                       | 169,51 | 272,79 | Aire de repos                            | Aire de repos                                                                           | Aire de repos                                                                                                   |
| Summit                                    |                                       | 178,70 | 277,60 | 178                                      | Emory                                                                                   | Sortie direction ouest, entrée direction est                                                                    |
| Summit                                    |                                       | 180,00 | 289,62 | —                                        | Port d'entrée de l'Utah                                                                 | Sortie direction ouest, entrée direction est                                                                    |
| Summit                                    |                                       | 184,13 | 296,32 | 185                                      | Castle Rock                                                                             | |
| Summit                                    |                                       | 187,77 | 302,18 | 187                                      | Fawcett                                                                                 | |
| Summit                                    |                                       | 191,69 | 308,50 | 191                                      | Wahsatch                                                                                | |
| Limite Utah–Wyoming                       | Limite Utah–Wyoming                   | 196,55 | 316,31 | —                                        | Port d'entrée du Wyoming                                                                | Sortie et entrée direction est                                                                                  |
| Limite Utah–Wyoming                       | Limite Utah–Wyoming                   | 196,55 | 316,31 |                                          | I-80 est / US 189 nord – Cheyenne                                                       | Continue au Wyoming                                                                                             |
| - Terminus de multiplex - Accès incomplet |                                       |        |        |                                          |                                                                                         | |

### Wyoming
| Interstate 80           |                |        |        |        |                                                                                           |                                                                  |
| Comté                   | Municipalité   | mi     | km     | Sortie | Intersections / Destinations                                                              | Notes                                                            |
| Uinta                   |                | 0,00   | 0,00   |        | I-80 ouest / US 189 sud – Salt Lake City                                                  | Continue en Utah                                                 |
| Uinta                   | Evanston       | 3,45   | 5,56   | 3      | I-80 BL est / US 189 Bus. nord vers WYO 89 (en) (Harrison Drive)                          |                                                                  |
| Uinta                   | Evanston       | 5,26   | 8,47   | 5      | WYO 89 (en) nord / WYO 150 (en) sud (Front Street)                                        |                                                                  |
| Uinta                   | Evanston       | 6,26   | 10,07  | 6      | I-80 BL ouest / US 189 Bus. sud vers WYO 89 (en) (Bear River Drive)                       |                                                                  |
| Uinta                   |                | 10,68  | 17,19  | 10     | Painter Road                                                                              |                                                                  |
| Uinta                   |                | 13,86  | 22,31  | 13     | Divide Road                                                                               |                                                                  |
| Uinta                   |                | 18,29  | 29,44  | 18     | US 189 nord – Kemmerer                                                                    | Terminus est du multiplex avec US 189                            |
| Uinta                   |                | 21,75  | 35,01  | 21     | Coal Road                                                                                 |                                                                  |
| Uinta                   |                | 23,12  | 37,21  | 23     | Bar Hat Road                                                                              |                                                                  |
| Uinta                   |                | 23,91  | 38,47  | 24     | Leroy Road                                                                                |                                                                  |
| Uinta                   |                | 28,71  | 46,21  | 28     | French Road                                                                               |                                                                  |
| Uinta                   |                | 30,40  | 48,92  | 30     | Bigelow Road                                                                              |                                                                  |
| Uinta                   |                | 33,18  | 53,40  | 33     | Union Road                                                                                |                                                                  |
| Uinta                   |                | 34,74  | 55,91  | 34     | I-80 BL est – Fort Bridger                                                                |                                                                  |
| Uinta                   |                | 39,90  | 64,21  | 39     | WYO 412 (en) nord / WYO 414 (en) sud – Carter, Mountain View                              |                                                                  |
| Uinta                   |                | 41,99  | 67,57  | 41     | WYO 413 (en) – Lyman                                                                      |                                                                  |
| Uinta                   |                | 48,30  | 77,74  | 48     | I-80 BL ouest – Lyman, Fort Bridger                                                       |                                                                  |
| Uinta                   |                | 53,31  | 85,79  | 53     | Church Butte Road                                                                         |                                                                  |
| Sweetwater              |                | 61,59  | 99,12  | 61     | WYO 374 (en) est (Cedar Mountain Road) – Granger                                          |                                                                  |
| Sweetwater              | Little America | 66,12  | 106,41 | 66     | US 30 ouest – Kemmerer, Pocatello                                                         | Terminus ouest du multiplex avec US 30                           |
| Sweetwater              | Little America | 68,97  | 111,00 | 68     | WYO 374 (en) est – Little America                                                         |                                                                  |
| Sweetwater              |                | 72,30  | 116,35 | 72     | Westvaco Road                                                                             |                                                                  |
| Sweetwater              | James Town     | 83,01  | 133,59 | 83     | WYO 374 (en) / WYO 372 (en) (La Barge Road)                                               |                                                                  |
| Sweetwater              | James Town     | 85,70  | 137,92 | 85     | Covered Wagon Road                                                                        |                                                                  |
| Sweetwater              | Green River    | 89,45  | 143,95 | 89     | I-80 BL est / US 30 Bus. est / WYO 374 (en) vers WYO 530 (en) – Green River               |                                                                  |
| Sweetwater              | Green River    | 91,53  | 147,31 | 91     | I-80 BL ouest / US 30 Bus. ouest vers WYO 530 (en) – Green River                          |                                                                  |
| Sweetwater              | Purple Sage    | 99,14  | 159,55 | 99     | US 191 sud (East Flaming Gorge Road)                                                      | Terminus ouest du multiplex avec US 191                          |
| Sweetwater              | Rock Springs   | 102,36 | 164,73 | 102    | I-80 BL est (Dewar Drive) / US 30 Bus. est                                                |                                                                  |
| Sweetwater              | Rock Springs   | 103,82 | 167,08 | 103    | College Drive                                                                             |                                                                  |
| Sweetwater              | Rock Springs   | 104,83 | 168,70 | 104    | US 191 nord (Elk Street)                                                                  | Terminus est du multiplex avec US 191                            |
| Sweetwater              | Rock Springs   | 107,06 | 172,29 | 107    | I-80 BL / US 30 Bus. vers WYO 430 (en)                                                    |                                                                  |
| Sweetwater              |                | 111,16 | 178,90 | 111    | WYO 370 (en) sud (Airport Road) / Baxter Road – Aéroport régional du sud-ouest du Wyoming |                                                                  |
| Sweetwater              |                | 122,27 | 196,78 | 122    | WYO 371 (en) nord – Superior                                                              |                                                                  |
| Sweetwater              | Point of Rocks | 130,84 | 210,57 | 130    | Point of Rocks                                                                            |                                                                  |
| Sweetwater              |                | 136,96 | 220,41 | 136    | Black Butte Road                                                                          |                                                                  |
| Sweetwater              |                | 139,51 | 224,52 | 139    | Red Hill Road                                                                             |                                                                  |
| Sweetwater              |                | 142,17 | 228,80 | 142    | Bitter Creek Road                                                                         |                                                                  |
| Sweetwater              |                | 146,85 | 236,33 | 146    | Patrick Draw Road                                                                         |                                                                  |
| Sweetwater              | Table Rock     | 150,81 | 242,70 | 150    | Table Rock Road                                                                           |                                                                  |
| Sweetwater              | Table Rock     | 152,46 | 245,35 | 152    | Bar X Road                                                                                |                                                                  |
| Sweetwater              | Table Rock     | 156,03 | 251,10 | 156    | GL Road                                                                                   |                                                                  |
| Sweetwater              | Table Rock     | 158,55 | 255,15 | 158    | Tipton Road                                                                               |                                                                  |
| Sweetwater              |                | 165,58 | 266,48 | 165    | Red Desert                                                                                |                                                                  |
| Sweetwater              |                | 170,68 | 274,68 | 170    | Rasmussen Road                                                                            |                                                                  |
| Sweetwater              | Wamsutter      | 173,41 | 279,08 | 173    | Kelly Street – Wamsutter                                                                  |                                                                  |
| Sweetwater              |                | 184,29 | 286,58 | 184    | Continental Divide Road                                                                   |                                                                  |
| Sweetwater              |                | 187,20 | 301,28 | 187    | WYO 789 (en) sud – Creston Junction, Baggs                                                | Terminus ouest du multiplex avec WYO 789                         |
| Sweetwater              |                | 196,16 | 315,68 | 196    | Riner Road                                                                                |                                                                  |
| Carbon                  |                | 201,16 | 323,74 | 201    | Daley Road                                                                                |                                                                  |
| Carbon                  |                | 204,18 | 328,79 | 204    | Knobs Road                                                                                |                                                                  |
| Carbon                  |                | 206,18 | 331,82 | 206    | Hadsell Road                                                                              |                                                                  |
| Carbon                  |                | 209,46 | 337,09 | 209    | Johnson Road                                                                              |                                                                  |
| Carbon                  | Rawlins        | 211,78 | 340,83 | 211    | I-80 BL / US 30 Bus. est / WYO 789 (en) nord vers US 287 – Rawlins                        | Terminus est du multiplex avec WYO 789                           |
| Carbon                  | Rawlins        | 214,11 | 344,58 | 214    | WYO 71 (en) sud (Higley Boulevard)                                                        |                                                                  |
| Carbon                  | Rawlins        | 215,57 | 346,93 | 215    | I-80 BL / US 30 Bus. ouest / US 287 nord vers WYO 789 (en) – Rawlins                      | Terminus ouest du multiplex avec US 287                          |
| Carbon                  | Sinclair       | 219,59 | 353,40 | 219    | Lincoln Avenue – Sinclair                                                                 |                                                                  |
| Carbon                  | Sinclair       | 221,93 | 357,16 | 221    | WYO 76 (en) ouest – Sinclair                                                              |                                                                  |
| Carbon                  |                | 228,34 | 367,48 | 228    | Fort Steele                                                                               |                                                                  |
| Carbon                  |                | 235,28 | 378,65 | 235    | US 30 est / US 287 sud / WYO 130 (en) est – Walcott, Saratoga                             | Terminus est du multiplex avec US 30                             |
| Carbon                  |                | 238,15 | 383,27 | 238    | Peterson Road                                                                             |                                                                  |
| Carbon                  |                | 255,60 | 411,35 | 255    | WYO 72 (en) – Hanna, Elk Mountain                                                         |                                                                  |
| Carbon                  |                | 260,23 | 418,80 | 260    | County Road 402                                                                           |                                                                  |
| Carbon                  |                | 267,19 | 429,99 | 267    | Wagonhound Road                                                                           |                                                                  |
| Carbon                  | Arlington      | 272,06 | 437,83 | 272    | WYO 13 (en) nord – Arlington                                                              |                                                                  |
| Carbon                  |                | 279,86 | 450,39 | 279    | Cooper Cove Road                                                                          |                                                                  |
| Albany                  |                | 290,44 | 467,42 | 290    | Quealy Dome Road                                                                          |                                                                  |
| Albany                  |                | 297,66 | 479,04 | 297    | WYO 12 (en) (Herrick Lane)                                                                |                                                                  |
| Albany                  | Laramie        | 310,45 | 499,62 | 310    | I-80 BL est (Curtis Street)                                                               |                                                                  |
| Albany                  | Laramie        | 311,76 | 501,72 | 311    | WYO 130 (en) / WYO 230 (en) (Snowy Range Road)                                            |                                                                  |
| Albany                  | Laramie        | 313,19 | 504,03 | 313    | US 287 (Third Street) – Fort Collins                                                      |                                                                  |
| Albany                  | Laramie        | 316,70 | 509,68 | 316    | I-80 BL / US 30 ouest (Grand Avenue)                                                      | Terminus ouest du multiplex avec US 30                           |
| Albany                  | Sherman Summit | 323,05 | 519,90 | 323    | WYO 210 (en) est (Happy Jack Road)                                                        | Point culminant de l'I-80                                        |
| Albany                  |                | 329,32 | 529,98 | 329    | Vedauwoo Road                                                                             |                                                                  |
| Albany                  | Buford         | 335,11 | 539,30 | 335    | Buford Road – Buford                                                                      |                                                                  |
| Laramie                 |                | 339,32 | 546,08 | 339    | Remount Road                                                                              |                                                                  |
| Laramie                 |                | 342,56 | 551,30 | 342    | Harriman Road                                                                             |                                                                  |
| Laramie                 |                | 345,50 | 556,03 | 345    | Warren Road                                                                               |                                                                  |
| Laramie                 |                | 348,36 | 560,64 | 348    | WYO 225 (en) est (Otto Road)                                                              |                                                                  |
| Laramie                 |                | 357,68 | 575,63 | 357    | WYO 222 (en) (Roundtop Road)                                                              |                                                                  |
| Laramie                 |                | 358,08 | 576,27 | 358    | I-80 BL / US 30 est (Lincoln Highway) / WYO 225 (en) ouest                                | Terminus est du multiplex avec US 30; pas d'entrée direction est |
| Laramie                 |                | 359,60 | 578,72 | 359    | I-25 / US 87 – Casper, Fort Collins, Denver                                               | Indiqué sortie 359A (sud) et 359C (nord); sortie 8B-D de l'I-25  |
| Laramie                 | Cheyenne       | 362,04 | 582,64 | 362    | I-180 nord / US 85 (I-25 BL / US 87 Bus.) / Central Avenue / Greeley                      |                                                                  |
| Laramie                 | Cheyenne       | 364,00 | 585,80 | 364    | I-80 BL ouest / WYO 212 (en) (College Drive) vers Lincoln Highway (US 30)                 |                                                                  |
| Laramie                 | Cheyenne       | 367,42 | 591,31 | 367    | Campstool Road                                                                            |                                                                  |
| Laramie                 |                | 370,39 | 596,09 | 370    | US 30 ouest – Archer                                                                      | Terminus ouest du multiplex avec US 30                           |
| Laramie                 |                | 377,35 | 607,29 | 377    | Hillsdale                                                                                 |                                                                  |
| Laramie                 |                | 386,39 | 621,83 | 386    | WYO 213 (en) nord / WYO 214 (en) sud – Burns, Carpenter                                   |                                                                  |
| Laramie                 |                | 391,39 | 629,87 | 391    | Egbert                                                                                    |                                                                  |
| Laramie                 | Pine Bluffs    | 401,46 | 646,08 | 401    | US 30 est vers WYO 215 (en) – Pine Bluffs                                                 | Terminus est du multiplex avec US 30                             |
| Laramie                 | Pine Bluffs    | 402,78 | 648,21 |        | I-80 est – Sidney                                                                         | Continue au Nebraska                                             |
| - Terminus de multiplex |                |        |        |        |                                                                                           |                                                                  |

### Nebraska
| Interstate 80                             |                            |        |        |                                                  | |                                                                                    |
| Comté                                     | Municipalité               | mi     | km     | Sortie                                           | Intersections / Destinations                                                                                          | Notes                                                                              |
| Kimball                                   | Bushnell Precint           | 0,00   | 0,00   |                                                  | I-80 ouest – Cheyenne                                                                                                 | Continue au Wyoming                                                                |
| Kimball                                   | Bushnell Precint           | 0,48   | 0,77   | 1                                                | L-53B (en) nord (State Line Road) vers US 30 – Pine Bluffs                                                            |                                                                                    |
| Kimball                                   | Bushnell Precint           | 8,46   | 13,62  | 8                                                | L-53C (en) – Bushnell                                                                                                 |                                                                                    |
| Kimball                                   | Antelope Precint           | 20,71  | 33,33  | 20                                               | N-71 (en) sud – Kimball                                                                                               | Terminus ouest du multiplex avec N-71                                              |
| Kimball                                   | Antelope Precint           | 22,69  | 36,52  | 22                                               | N-71 (en) nord – Gering, Scottsbluff                                                                                  | Terminus est du multiplex avec N-71                                                |
| Kimball                                   | Dix                        | 29,76  | 47,89  | 29                                               | L-53A (en) – Dix |                                                                                    |
| Cheyenne                                  | Potter                     | 38,96  | 62,70  | 38                                               | L-17B (en) – Potter                                                                                                   |                                                                                    |
| Cheyenne                                  | Potter Precint             | 48,82  | 78,57  | 48                                               | L-17C (en) |                                                                                    |
| Cheyenne                                  | Potter Precint             | 51,31  | 82,58  | Aire de repos de Sidney (direction est)          | Aire de repos de Sidney (direction est)                                                                               | Aire de repos de Sidney (direction est)                                            |
| Cheyenne                                  | Sidney                     | 55,37  | 89,11  | 55                                               | N-19 (en) (West Entrance) – Sidney                                                                                    |                                                                                    |
| Cheyenne                                  | Sidney                     | 59,92  | 96,43  | 59                                               | L-17J (en) vers US 385 – Sidney, Bridgeport                                                                           |                                                                                    |
| Cheyenne                                  | Sunol                      | 69,63  | 112,06 | 69                                               | L-17E (en) – Sunol |                                                                                    |
| Cheyenne                                  | Lodgepole                  | 76,61  | 123,29 | 76                                               | L-17F (en) – Lodgepole                                                                                                |                                                                                    |
| Deuel                                     | Chappell                   | 85,22  | 137,15 | 85                                               | L-25A (en) vers US 385 – Chappell                                                                                     |                                                                                    |
| Deuel                                     | Swan Precint               | 95,02  | 152,92 | 95                                               | N-27 (en) – Julesburg, Oshkosh                                                                                        |                                                                                    |
| Deuel                                     | Big Springs Precint        | 101,19 | 162,85 | 101                                              | US 138 – Big Springs, Julesburg                                                                                       |                                                                                    |
| Deuel                                     | Big Springs Precint        | 102,59 | 165,10 | 102                                              | I-76 ouest – Denver                                                                                                   |                                                                                    |
| Deuel                                     | Big Springs                | 107,36 | 172,78 | 107                                              | L-25B (en) – Big Springs                                                                                              |                                                                                    |
| Keith                                     | Brule                      | 117,25 | 188,70 | 117                                              | L-51A (en) – Brule |                                                                                    |
| Keith                                     | Ogallala                   | 126,69 | 203,19 | 126                                              | US 26 ouest / N-61 (en) – Ogallala, Grant                                                                             | Terminus est de la US 26                                                           |
| Keith                                     | Roscoe                     | 133,97 | 215,60 | 133                                              | L-51B (en) – Roscoe                                                                                                   |                                                                                    |
| Keith                                     | Paxton                     | 145,65 | 234,40 | 145                                              | L-51C (en) – Paxton                                                                                                   |                                                                                    |
| Lincoln                                   | Sutherland                 | 158,01 | 254,29 | 158                                              | N-25 (en) – Sutherland, Wallace                                                                                       |                                                                                    |
| Lincoln                                   | Hershey                    | 164,51 | 264,75 | 164                                              | L-56C (en) – Hershey                                                                                                  |                                                                                    |
| Lincoln                                   | North Platte               | 177,16 | 285,11 | 177                                              | US 83 – North Platte, McCook                                                                                          |                                                                                    |
| Lincoln                                   | North Platte               | 179,19 | 288,38 | 179                                              | L-56G (en) vers US 30 – North Platte                                                                                  |                                                                                    |
| Lincoln                                   | Maxwell                    | 190,42 | 306,45 | 190                                              | S-56A (en) – Maxwell                                                                                                  |                                                                                    |
| Lincoln                                   | Brady                      | 198,97 | 320,21 | 199                                              | L-56D (en) – Brady |                                                                                    |
| Dawson                                    | Gothenburg                 | 211,77 | 340,81 | 211                                              | N-47 (en) – Gothenburg                                                                                                |                                                                                    |
| Dawson                                    | Cozad                      | 222,46 | 358,01 | 222                                              | N-21 (en) – Cozad |                                                                                    |
| Dawson                                    | Lexington Precint          | 231,10 | 371,92 | 231                                              | L-24A (en) – Darr |                                                                                    |
| Dawson                                    | Lexington                  | 237,19 | 381,72 | 237                                              | US 283 – Arapahoe, Lexington, Elwood                                                                                  |                                                                                    |
| Dawson                                    | Overton                    | 248,53 | 399,97 | 248                                              | L-24B (en) – Overton                                                                                                  |                                                                                    |
| Buffalo                                   | Elm Creek                  | 257,01 | 413,62 | 257                                              | US 183 – Holdrege, Elm Creek                                                                                          |                                                                                    |
| Buffalo                                   | Odessa                     | 263,66 | 424,32 | 263                                              | L-10B (en) – Odessa                                                                                                   |                                                                                    |
| Buffalo                                   | Kearney                    | 272,60 | 438,71 | 272                                              | N-44 (en) – Kearney                                                                                                   |                                                                                    |
| Buffalo                                   | Kearney                    | 275,59 | 443,52 | 275                                              | N-10 (en) nord (East Entrance) – Kearney, Archway Monument (en)                                                       | Terminus ouest du multiplex avec N-10                                              |
| Buffalo                                   | Precint 29                 | 279,89 | 450,44 | 279                                              | N-10 (en) sud – Minden                                                                                                | Terminus est du multiplex avec N-10                                                |
| Buffalo                                   | Gibbon                     | 285,63 | 459,68 | 285                                              | L-10C (en) – Gibbon                                                                                                   |                                                                                    |
| Buffalo                                   | Shelton                    | 291,36 | 468,90 | 291                                              | L-10D (en) – Shelton, Kenesaw                                                                                         |                                                                                    |
| Hall                                      | Wood River                 | 300,10 | 482,96 | 300                                              | N-11 (en) nord / S-40D (en) sud – Wood River                                                                          |                                                                                    |
| Hall                                      | Alda Township              | 305,66 | 491,91 | 305                                              | L-40C (en) – Alda |                                                                                    |
| Hall                                      | Grand Island               | 312,07 | 502,23 | 312                                              | US 34 / US 281 (Tom Osborne Expressway) – Hastings, Grand Island                                                      |                                                                                    |
| Hall                                      | Grand Island               | 314,41 | 505,51 | 314                                              | Locust Street – Grand Island                                                                                          |                                                                                    |
| Hamilton                                  | Limite Precint 5–Precint 2 | 318,14 | 512,00 | 318                                              | N-2 (en) – Phillips, Grand Island                                                                                     |                                                                                    |
| Hamilton                                  | Giltner                    | 324,14 | 521,65 | 324                                              | S-41B (en) – Giltner                                                                                                  |                                                                                    |
| Hamilton                                  | Aurora                     | 332,15 | 534,54 | 332                                              | N-14 (en) – Aurora |                                                                                    |
| Hamilton                                  | Hampton                    | 338,12 | 544,15 | 338                                              | L-41D (en) – Hampton                                                                                                  |                                                                                    |
| York                                      | Henderson                  | 342,11 | 550,57 | 342                                              | S-93A (en) – Henderson                                                                                                |                                                                                    |
| York                                      | Baker Precint              | 348,09 | 560,20 | 348                                              | L-93E (en) – Bradshaw                                                                                                 |                                                                                    |
| York                                      | York                       | 353,09 | 568,24 | 353                                              | US 81 – Geneva, York                                                                                                  |                                                                                    |
| York                                      | Beaver Precint             | 360,11 | 579,54 | 360                                              | L-93B (en) – Waco |                                                                                    |
| Seward                                    | Precint L                  | 366,13 | 589,23 | 366                                              | L-80F (en) – Utica |                                                                                    |
| Seward                                    | Beaver Crossing            | 369,12 | 594,04 | 369                                              | L-80E (en) – Beaver Crossing                                                                                          |                                                                                    |
| Seward                                    | Goehner                    | 373,09 | 600,43 | 373                                              | L-80G (en) – Goehner                                                                                                  |                                                                                    |
| Seward                                    | Precint J                  | 379,08 | 610,07 | 379                                              | N-15 (en) – Seward, Fairbury                                                                                          |                                                                                    |
| Seward                                    | Milford                    | 382,08 | 614,90 | 382                                              | L-80H (en) – Milford                                                                                                  |                                                                                    |
| Seward                                    | Precint I                  | 388,11 | 624,60 | 388                                              | N-103 (en) – Crete |                                                                                    |
| Lancaster                                 | Lincoln                    | 395,59 | 636,64 | 395                                              | L-55K (en) vers US 6 – Milford                                                                                        |                                                                                    |
| Lancaster                                 | Lincoln                    | 397,27 | 639,34 | 397                                              | US 77 sud – Lincoln, Beatrice                                                                                         | Terminus ouest du multiplex avec US 77                                             |
| Lancaster                                 | Lincoln                    | 399,01 | 642,14 | 399                                              | NW 12th Street / Cornhusker Highway / Adams Street – Aéroport de Lincoln                                              |                                                                                    |
| Lancaster                                 | Lincoln                    | 401,04 | 645,41 | 401                                              | I-180 sud / US 34 / 9th Street – Centre-ville                                                                         | Indiqué sortie 401A (sud / est) et 401B (ouest) en direction est                   |
| Lancaster                                 | Lincoln                    | 403,48 | 649,34 | 403                                              | 27th Street |                                                                                    |
| Lancaster                                 | North Bluff Precint        | 405,75 | 652,99 | 405                                              | US 77 nord / L-55X (en) sud (56th Street) – Lincoln, Fremont, Wahoo                                                   | Terminus est du multiplex avec US 77                                               |
| Lancaster                                 | Waverly                    | 409,74 | 659,41 | 409                                              | US 6 – Lincoln est, Waverly                                                                                           |                                                                                    |
| Cass                                      | Ashland                    | 420,91 | 677,39 | 420                                              | N-63 (en) – Ashland, Greenwood                                                                                        |                                                                                    |
| Cass                                      | Ashland                    | 426,06 | 685,88 | 426                                              | N-66 (en) – South Bend, Louisville, Ashland                                                                           |                                                                                    |
| Rivière Platte                            | Rivière Platte             | 427,26 | 687,61 | Pont                                             | Pont | Pont                                                                               |
| Sarpy                                     | Melia-Forest City Precint  | 432,94 | 696,75 | 432                                              | N-31 (en) vers US 6 – Gretna, Ashland                                                                                 |                                                                                    |
| Sarpy                                     | Richland VIII Precint      | 439,19 | 706,81 | 439                                              | N-370 (en) – Bellevue, Papillon, Gretna                                                                               |                                                                                    |
| Sarpy                                     | Chalco                     | 440,63 | 709,13 | 440                                              | N-50 (en) (144th Street) – Springfield, Omaha ouest                                                                   |                                                                                    |
| Sarpy                                     | Chalco                     | 442,89 | 712,76 | 442                                              | Giles Road / Harrison Street                                                                                          |                                                                                    |
| Douglas                                   | Omaha                      | 444,56 | 715,45 | 445                                              | Q Street | Sortie direction ouest seulement                                                   |
| Douglas                                   | Omaha                      | 445,05 | 716,24 | 445                                              | US 275 / N-92 (en) (L Street)                                                                                         | Accessible via les voies collectrices                                              |
| Douglas                                   | Omaha                      | 445,34 | 716,71 | 445                                              | I Street | Sortie direction ouest, entrée direction est accessible via les voies collectrices |
| Douglas                                   | Omaha                      | 445,97 | 717,72 | 446                                              | I-680 nord |                                                                                    |
| Douglas                                   | Omaha                      | 446,63 | 718,78 | 445                                              | West Center Road | Pas de sortie en direction est                                                     |
| Douglas                                   | Omaha                      | 448,29 | 721,45 | 448                                              | 84th Street |                                                                                    |
| Douglas                                   | Omaha                      | 449,30 | 723,08 | 449                                              | 72nd Street |                                                                                    |
| Douglas                                   | Omaha                      | 450,31 | 724,70 | 450                                              | 60th Street |                                                                                    |
| Douglas                                   | Omaha                      | 451,83 | 727,15 | 451                                              | 42nd Street |                                                                                    |
| Douglas                                   | Omaha                      | 452,85 | 728,79 | 452                                              | I-480 / US 75 nord (Gerald R. Ford Expressway) – Centre-ville, Eppley Airfield US 75 sud (Kennedy Freeway) – Bellevue | Sortie vers US 75 sud inclut une rampe vers F Street                               |
| Douglas                                   | Omaha                      | 453,04 | 729,10 | 453                                              | 24th Street | Sortie direction est, entrée direction ouest                                       |
| Douglas                                   | Omaha                      | 454,14 | 730,87 | 454                                              | 13th Street – Lauritzen Gardens, Zoo                                                                                  |                                                                                    |
| Rivière Missouri                          | Rivière Missouri           | 455,31 | 732,75 | Pont de l'Interstate 80; frontière Nebraska–Iowa | Pont de l'Interstate 80; frontière Nebraska–Iowa                                                                      | Pont de l'Interstate 80; frontière Nebraska–Iowa                                   |
| Rivière Missouri                          | Rivière Missouri           | 455,31 | 732,75 |                                                  | I-80 est – Council Bluffs, Des Moines                                                                                 | Continue en Iowa                                                                   |
| - Terminus de multiplex - Accès incomplet |                            |        |        |                                                  | |                                                                                    |

### Iowa
| Interstate 80                             |                          |        |        |                                                       | | |
| Comté                                     | Municipalité             | mi     | km     | Sortie                                                | Intersections / Destinations                                                                                     | Notes |
| Rivière Missouri                          | Rivière Missouri         | 0,00   | 0,00   |                                                       | I-80 ouest – Omaha                                                                                               | Continue au Nebraska |
| Rivière Missouri                          | Rivière Missouri         | 0,00   | 0,00   | Pont de l'Interstate 80; frontière Nebraska–Iowa      | | |
| Pottawattamie                             | Council Bluffs           | 0,72   | 1,16   | 1A                                                    | I-29 nord / US 6 ouest – Sioux City                                                                              | Sortie direction est, entrée direction ouest; sortie 51 de l'I-29 |
| Pottawattamie                             | Council Bluffs           | 0,72   | 1,16   | 1B                                                    | I-29 sud / US 6 est / I-80 Local est – Kansas City I-80 Express est                                              | Terminus ouest du multiplex avec I-29 pour les sorties locales; terminus ouest des voies express de l'I-80                                                                                  |
| Pottawattamie                             | Council Bluffs           | 3,84   | 6,18   | 4B                                                    | I-29 nord / US 6 ouest / I-80 Local ouest – Sioux City I-80 Express ouest                                        | Terminus est du multiplex avec I-29 pour les sorties locales; terminus ouest du multiplex avec US 6; terminus est des voies express de l'I-80; sortie direction ouest, entrée direction est |
| Pottawattamie                             | Council Bluffs           | 3,84   | 6,18   | 4A                                                    | I-29 sud – Kansas City                                                                                           | Indiqué sortie 4 en direction est; sortie 48A-B de l'I-29 |
| Pottawattamie                             | Council Bluffs           | 5,17   | 8,33   | 5                                                     | Madison Avenue                                                                                                   | |
| Pottawattamie                             | Council Bluffs           | 8,55   | 13,76  | 8                                                     | US 6 est – Oakland, Council Bluffs                                                                               | Terminus est du multiplex avec US 6 |
| Pottawattamie                             | Underwood                | 17,54  | 28,23  | 17                                                    | CR G30 – Underwood                                                                                               | |
| Pottawattamie                             | Neola                    | 23,23  | 37,38  | 23                                                    | CR L55 – Neola                                                                                                   | |
| Pottawattamie                             | Minden Township          | 27,52  | 44,29  | 27                                                    | I-880 ouest – North Omaha, Sioux City                                                                            | |
| Pottawattamie                             | Minden Township          | 29,50  | 47,48  | 29                                                    | CR L66 – Minden                                                                                                  | |
| Pottawattamie                             | Shelby                   | 34,45  | 55,44  | 34                                                    | CR M16 – Shelby                                                                                                  | |
| Pottawattamie                             | Avoca                    | 40,40  | 65,02  | 40                                                    | US 59 – Avoca, Harlan                                                                                            | |
| Pottawattamie                             | Walnut                   | 46,34  | 74,58  | 46                                                    | CR M47 (Antique City Drive) – Walnut                                                                             | |
| Cass                                      | Brighton Township        | 51,75  | 83,28  | 51                                                    | CR M56 – Marne                                                                                                   | |
| Cass                                      | Brighton Township        | 54,76  | 88,13  | 54                                                    | Iowa 173 (en) – Atlantic, Elk Horn, Kimballton                                                                   | |
| Cass                                      | Pymosa Township          | 57,70  | 92,85  | 57                                                    | CR N16 – Atlantic                                                                                                | |
| Cass                                      | Pymosa Township          | 60,71  | 97,70  | 60                                                    | US 6 ouest / US 71 – Audubon, Villisca, Atlantic                                                                 | Terminus ouest du multiplex avec US 6 |
| Cass                                      | Benton Township          | 64,69  | 104,12 | 64                                                    | CR N28 – Wiota                                                                                                   | |
| Cass                                      | Grant Township           | 70,43  | 113,34 | 70                                                    | Iowa 148 (en) sud – Anita, Corning, Exira                                                                        | |
| Adair                                     | Adair                    | 75,69  | 121,81 | 75                                                    | CR G30 (White Pole Road)                                                                                         | |
| Adair                                     | Adair                    | 76,43  | 123,00 | 76                                                    | CR N54 sud – Adair                                                                                               | |
| Adair                                     | Casey                    | 82,59  | 132,91 | 83                                                    | CR N77 (Antique Country Drive) – Casey                                                                           | |
| Adair                                     | Jefferson Township       | 86,36  | 138,98 | 86                                                    | Iowa 25 (en) – Guthrie Center, Greenfield                                                                        | |
| Adair                                     | Jefferson Township       | 88,35  | 142,18 | 88                                                    | CR P20 – Menlo                                                                                                   | |
| Adair                                     | Stuart                   | 93,40  | 150,31 | 93                                                    | CR P28 – Stuart, Panora                                                                                          | |
| Dallas                                    | Dexter                   | 100,29 | 161,41 | 100                                                   | CR F60 – Redfield, Dexter                                                                                        | |
| Dallas                                    | Adams Township           | 104,17 | 167,65 | 104                                                   | CR P57 – Earlham                                                                                                 | |
| Dallas                                    | Adams Township           | 106,57 | 171,50 | 106                                                   | CR P58 / CR F90                                                                                                  | |
| Dallas                                    | De Soto                  | 110,26 | 177,44 | 110                                                   | US 6 est / US 169 – Adel, Winterset                                                                              | Terminus est du multiplex avec US 6 |
| Dallas                                    | Van Meter                | 113,36 | 182,44 | 113                                                   | CR R16 – Van Meter, Dallas Center                                                                                | |
| Dallas                                    | Waukee                   | 117,28 | 188,75 | 117                                                   | CR R16 – Waukee, Booneville                                                                                      | |
| Dallas                                    | Waukee                   | 118,77 | 191,14 | 118                                                   | Grand Prairie Parkway – Waukee                                                                                   | |
| Dallas                                    | West Des Moines          | 121,56 | 195,64 | 121                                                   | Jordan Creek Parkway – West Des Moines                                                                           | |
| Dallas                                    | West Des Moines          | 122,52 | 197,17 | 122                                                   | 60th Street – West Des Moines                                                                                    | Sortie direction est, entrée direction ouest |
| Polk                                      | West Des Moines          | 123,21 | 198,28 | 123A                                                  | I-235 est – Des Moines                                                                                           | Indiqué sortie 72A en direction ouest |
| Polk                                      | West Des Moines          | 123,21 | 198,28 | 123B                                                  | I-35 sud – Kansas City                                                                                           | Terminus ouest du multiplex avec I-35; sortie 72B de l'I-35; dessert l'Aéroport international de Des Moines                                                                                 |
| Polk                                      | West Des Moines          | 123,77 | 199,19 | 124                                                   | University Avenue – Clive                                                                                        | |
| Polk                                      | Clive                    | 124,77 | 200,80 | 125                                                   | US 6 (Hickman Road) – Adel                                                                                       | |
| Polk                                      | Urbandale                | 125,78 | 202,42 | 126                                                   | Douglas Avenue – Urbandale                                                                                       | |
| Polk                                      | Urbandale                | 126,72 | 203,94 | 127A                                                  | Meredith Drive                                                                                                   | Sortie direction est, entrée direction ouest |
| Polk                                      | Urbandale                | 127,17 | 204,67 | 127B                                                  | Iowa 141 (en) ouest – Urbandale, Grimes                                                                          | |
| Polk                                      | Urbandale                | 127,96 | 205,93 | 128                                                   | NW 100th Street                                                                                                  | |
| Polk                                      | Urbandale                | 129,15 | 207,85 | 129                                                   | NW 86th Street – Camp Dodge                                                                                      | |
| Polk                                      | Johnston                 | 131,16 | 211,08 | 131                                                   | Iowa 28 (en) sud (Merle Hay Road) –Saylorville Lake                                                              | |
| Polk                                      | Saylor Township          | 134,95 | 217,18 | 135                                                   | Iowa 415 (en) (2nd Avenue) – Polk City                                                                           | |
| Polk                                      | Saylor Township          | 136,20 | 219,19 | 136                                                   | US 69 (East 14th Street) – Ankeny                                                                                | |
| Polk                                      | Ankeny                   | 137,49 | 221,27 | 137                                                   | I-35 nord / I-235 ouest – Des Moines, Minneapolis                                                                | Terminus est du multiplex avec I-35; indiqué sortie 137A (I-235) et 137B (I-35) |
| Polk                                      | Altoona                  | 140,34 | 225,85 | 141                                                   | US 65 sud – Altoona, Des Moines, Pleasant Hill                                                                   | Terminus ouest du multiplex avec US 65; dessert l'Aéroport international de Des Moines |
| Polk                                      | Altoona                  | 141,73 | 228,10 | 142                                                   | US 6 ouest / US 65 nord / Iowa 330 (en) nord – Bondurant, Marshalltown                                           | Terminus est du multiplex avec US 65; terminus ouest du multiplex avec US 6 |
| Polk                                      | Limite Altoona–Bondurant | 143,38 | 230,74 | 143                                                   | Bondurant, Altoona                                                                                               | |
| Polk                                      | Mitchellville            | 148,51 | 239,01 | 149                                                   | Mitchellville | |
| Jasper                                    | Colfax                   | 154,86 | 249,23 | 155                                                   | Iowa 117 (en) – Mingo, Colfax                                                                                    | |
| Jasper                                    | Sherman Township         | 158,54 | 255,14 | 159                                                   | CR F48 – Baxter                                                                                                  | |
| Jasper                                    | Newton                   | 163,97 | 263,88 | 164                                                   | US 6 est / Iowa 14 (en) – Newton, Monroe                                                                         | Terminus est du multiplex avec US 6 |
| Jasper                                    | Newton                   | 167,97 | 270,31 | 168                                                   | Iowa Speedway Drive – Newton                                                                                     | |
| Jasper                                    | Buena Vista Township     | 173,00 | 278,41 | 173                                                   | Iowa 224 (en) nord – Sully, Kellogg                                                                              | |
| Jasper                                    | Rock Creek Township      | 178,73 | 287,64 | 179                                                   | Lynnville, Oakland Acres                                                                                         | |
| Poweshiek                                 | Grinnell                 | 182,17 | 293,17 | 182                                                   | Iowa 146 (en) – Grinnell, New Sharon                                                                             | |
| Poweshiek                                 | Montezuma                | 191,31 | 307,89 | 191                                                   | US 63 – Montezuma, Tama                                                                                          | |
| Poweshiek                                 | Bear Creek Township      | 196,85 | 316,80 | 197                                                   | Brooklyn | |
| Poweshiek                                 | Warren Township          | 201,38 | 324,08 | 201                                                   | Iowa 21 (en) – Belle Plain, What Cheer                                                                           | |
| Iowa                                      | Hartford Township        | 205,42 | 330,59 | 205                                                   | Victor | |
| Iowa                                      | Sumner Township          | 211,47 | 340,33 | 211                                                   | Millersburg, Ladora                                                                                              | |
| Iowa                                      | Sumner Township          | 216,48 | 348,40 | 216                                                   | Marengo, North English                                                                                           | |
| Iowa                                      | Williamsburg             | 219,49 | 353,24 | 220                                                   | Iowa 149 (en) sud / CR V77 nord – Williamsburg, Parnell                                                          | |
| Iowa                                      | Iowa Township            | 224,52 | 361,33 | 225                                                   | US 151 nord / CR W21 sud – Colonies Amana, Cedar Rapids                                                          | |
| Johnson                                   | Oxford Township          | 230,07 | 370,27 | 230                                                   | CR W38 – Oxford, Kalona                                                                                          | |
| Johnson                                   | Tiffin                   | 237,24 | 381,79 | 237                                                   | Tiffin | |
| Johnson                                   | Coralville               | 238,70 | 384,15 | 239                                                   | I-380 nord / US 218 / Iowa 27 (en) – Cedar Rapids, Mount Pleasant                                                | Avenue of the Saints; Indiqué sortie 239A (sud) et 239B (nord) |
| Johnson                                   | Coralville               | 240,24 | 386,62 | 240                                                   | Coral Ridge Avenue vers US 6 – North Liberty                                                                     | |
| Johnson                                   | Coralville               | 242,59 | 390,41 | 242                                                   | 1st Avenue – VA Medical Center, University of Iowa Hospitals and Clinics et University of Iowa Athletics Complex | |
| Johnson                                   | Iowa City                | 244,88 | 394,09 | 244                                                   | Dubuque Street – Centre-ville d'Iowa City                                                                        | |
| Johnson                                   | Iowa City                | 245,98 | 395,86 | 246                                                   | Iowa 1 (en) (Dodge Street) – Mount Vernon                                                                        | |
| Johnson                                   | Scott Township           | 248,99 | 400,71 | 249                                                   | Herbert Hoover Highway                                                                                           | |
| Cedar                                     | West Branch              | 254,20 | 409,10 | 254                                                   | CR X30 – West Branch                                                                                             | |
| Cedar                                     | Springdale Township      | 259,23 | 417,19 | 259                                                   | West Liberty | |
| Cedar                                     | Iowa Township            | 264,48 | 425,64 | 265                                                   | Atalissa | |
| Cedar                                     | Rochester Township       | 266,43 | 428,78 | 267                                                   | Iowa 38 (en) nord – Tipton, Moscow                                                                               | Terminus ouest du multiplex avec Iowa 38 |
| Cedar                                     | Sugar Creek Township     | 270,57 | 435,44 | 271                                                   | US 6 ouest / Iowa 38 (en) sud – Milton, Muscatine                                                                | Terminus est du multiplex avec Iowa 38; terminus ouest du multiplex avec US 6 |
| Cedar                                     | Farmington Township      | 276,63 | 445,20 | 277                                                   | Bennett, Durant                                                                                                  | |
| Scott                                     | Cleona Township          | 279,67 | 450,08 | 280                                                   | CR Y30 – New Liberty, Stockton                                                                                   | |
| Scott                                     | Walcott                  | 283,90 | 456,90 | 284                                                   | CR Y40 – Walcott, Plain View                                                                                     | |
| Scott                                     | Davenport                | 289,56 | 466,00 | 290                                                   | I-280 est / US 6 est / US 61 sud – Rock Island, Moline                                                           | Terminus est du multiplex avec US 6; terminus ouest du multiplex avec US 61 |
| Scott                                     | Davenport                | 292,52 | 470,76 | 292                                                   | Iowa 130 (en) ouest (Northwest Boulevard) – Maysville                                                            | |
| Scott                                     | Davenport                | 295,09 | 474,91 | 295                                                   | US 61 nord / US 61 Bus. sud (Brady Street) – DeWitt, Eldridge                                                    | Terminus est du multiplex avec US 61; indiqué sortie 295A (sud) et 295B (nord) |
| Scott                                     | Davenport                | 297,43 | 478,66 | 298                                                   | I-74 sud – Kansas City                                                                                           | Terminus ouest de l'I-74 |
| Scott                                     | Bettendorf               | 300,86 | 484,19 | 301                                                   | Middle Road | |
| Scott                                     | Le Claire                | 306,02 | 492,50 | 306                                                   | US 67 / Great River Road (en) – Bettendorf, Le Claire                                                            | |
| Fleuve Mississippi                        | Fleuve Mississippi       | 306,27 | 492,89 | Pont mémorial Fred Schwengel; frontière Iowa–Illinois | Pont mémorial Fred Schwengel; frontière Iowa–Illinois                                                            | Pont mémorial Fred Schwengel; frontière Iowa–Illinois |
| Fleuve Mississippi                        | Fleuve Mississippi       | 306,27 | 492,89 |                                                       | I-80 est – Chicago                                                                                               | Continue en Illinois |
| - Terminus de multiplex - Accès incomplet |                          |        |        |                                                       | | |

### Illinois
| Interstate 80                                                           |                                        |                                    |        |                                                       | | |
| Comté                                                                   | Municipalité                           | mi                                 | km     | Sortie                                                | Intersections / Destinations                                                                                               | Notes |
| Fleuve Mississippi                                                      | Fleuve Mississippi                     | 0,00                               | 0,00   |                                                       | I-80 ouest – Davenport, Des Moines                                                                                         | Continue en Iowa |
| Fleuve Mississippi                                                      | Fleuve Mississippi                     | 0,00                               | 0,00   | Pont mémorial Fred Schwengel; frontière Iowa–Illinois | | |
| Rock Island                                                             | Hampton Township                       | 0,36                               | 0,58   | 1                                                     | IL 84 (en) / Great River Road (en) – East Moline, Savanna                                                                  | |
| Rock Island                                                             | East Moline                            | 3,49                               | 5,62   | 4A                                                    | IL 5 (en) ouest / IL 92 (en) ouest – Silvis, East Moline                                                                   | |
| Rock Island                                                             | East Moline                            | 3,49                               | 5,62   | 4B                                                    | I-88 est / IL 92 (en) est / IL 110 (CKC) (en) est (Ronald Reagan Memorial Highway) – Sterling, Rock Falls                  | Terminus ouest du multiplex avec IL 110; terminus ouest de l'I-88; sortie 1 de l'I-88                                                                  |
| Henry                                                                   | Colona                                 | 6,60                               | 10,62  | 7                                                     | Colona | |
| Henry                                                                   | Colona                                 | 8,87                               | 14,27  | 9                                                     | US 6 | |
| Henry                                                                   | Colona Township                        | 10,11                              | 16,27  | —                                                     | I-74 ouest / I-280 ouest – Moline, Rock Island, Aéroport de Quad City I-74 est / IL 110 (CKC) (en) est – Peoria, Galesburg | Terminus est du multiplex avec IL 110; terminus est de l'I-280; pas de numéros de sorties                                                              |
| Henry                                                                   | Geneseo                                | 19,24                              | 30,96  | 19                                                    | IL 82 (en) – Cambridge, Geneseo                                                                                            | |
| Henry                                                                   | Atkinson                               | 27,03                              | 43,50  | 27                                                    | Atkinson, Galva | |
| Henry                                                                   | Annawan                                | 33,26                              | 53,53  | 33                                                    | IL 78 (en) – Prophetstown, Kewanee, Annawan                                                                                | |
| Bureau                                                                  | Concord Township                       | 44,85                              | 72,18  | 45                                                    | IL 40 (en) – Sterling, Peoria                                                                                              | |
| Bureau                                                                  | Princeton                              | 56,42                              | 90,80  | 56                                                    | IL 26 (en) – Princeton, Dixon                                                                                              | |
| Bureau                                                                  | Selby Township                         | 60,90                              | 98,01  | 61                                                    | I-180 sud – Hennepin | Terminus nord de l'I-180 |
| Bureau                                                                  | Ladd                                   | 70,04                              | 112,72 | 70                                                    | IL 89 (en) – Ladd, Spring Valley                                                                                           | |
| LaSalle                                                                 | Peru                                   | 73,53                              | 118,34 | 73                                                    | Plank Road | |
| LaSalle                                                                 | Peru                                   | 74,91                              | 120,56 | 75                                                    | IL 251 (en) – Peru, Mendota, LaSalle                                                                                       | |
| LaSalle                                                                 | LaSalle                                | 76,55                              | 123,20 | 77                                                    | IL 351 (en) – LaSalle | |
| LaSalle                                                                 | Limite township LaSalle–Dimmick        | 78,54                              | 126,40 | 79                                                    | I-39 / US 51 – Normal, Bloomington, Rockford                                                                               | Indiqué sortie 79A (sud) et 79B (nord); sortie 59 de l'I-39                                                                                            |
| LaSalle                                                                 | Utica                                  | 81,10                              | 130,52 | 81                                                    | IL 178 (en) – Utica, LaSalle                                                                                               | |
| LaSalle                                                                 | Ottawa                                 | 90,28                              | 145,29 | 90                                                    | IL 23 (en) (Columbus Street) – DeKalb, Ottawa, Streator                                                                    | |
| LaSalle                                                                 | Rutland Township                       | 93,26                              | 150,09 | 93                                                    | IL 71 (en) – Ottawa, Oswego, Yorkville                                                                                     | |
| LaSalle                                                                 | Limite township Rutland–Miller         | 97,03                              | 156,15 | 97                                                    | East 24th Road / Rutlant Street – Marseilles                                                                               | |
| Grundy                                                                  | Erienna Township                       | 104,78                             | 168,63 | 105                                                   | Seneca Road vers US 6 – Seneca                                                                                             | |
| Grundy                                                                  | Morris                                 | 112,01                             | 180,26 | 112                                                   | IL 47 (en) (Division Street) – Yorkville, Morris                                                                           | |
| Grundy                                                                  | Limite township Saratoga–Aux Sables    | 115,73                             | 186,25 | 116                                                   | Brisbin Road vers US 6 | |
| Limite Grundy–Kendall                                                   | Minooka                                | 121,63                             | 195,74 | 122                                                   | Ridge Road – Minooka | |
| Will                                                                    | Troy Township                          | 126,16                             | 203,03 | 126                                                   | I-55 (Barack Obama Presidential Expressway) – Saint-Louis, Chicago                                                         | Indiqué sortie 126A (sud) et 126B (nord); sortie 250 de l'I-55                                                                                         |
| Will                                                                    | Joliet                                 | 127,74                             | 205,58 | 127                                                   | Hollywood Road, Houbolt Road                                                                                               | |
| Will                                                                    | Joliet                                 | 130,54                             | 210,08 | 130                                                   | IL 7 (en) (Larkin Avenue) – Rockdale                                                                                       | Indiqué sortie 130A (sud) et 130B (nord) |
| Will                                                                    | Joliet                                 | 131,92                             | 212,30 | 131                                                   | Center Street, Meadow Avenue – Rockdale                                                                                    | Pas de sortie en direction est ni d'entrée en direction ouest pour et depuis Meadow Avenue                                                             |
| Will                                                                    | Joliet                                 | 132,78                             | 213,69 | 132                                                   | US 66 Historique / US 52 / IL 53 (en) (Chicago Street) – Preston Heights, Wilmington, Manhattan                            | Indiqué sortie 132A (est /sud) et 132B (ouest / nord) en direction est                                                                                 |
| Will                                                                    | Joliet                                 | 133,25                             | 214,45 | 133                                                   | Richards Street | |
| Will                                                                    | Joliet Township                        | 134,82                             | 216,97 | 134                                                   | Briggs Street – Manhattan                                                                                                  | |
| Will                                                                    | New Lenox                              | 137,63                             | 221,49 | 137                                                   | US 30 / Lincoln Highway (Maple Street) – Joliet                                                                            | |
| Will                                                                    | New Lenox                              | 140,00                             | 225,31 | 140                                                   | I-355 Toll nord (Veterans Memorial Tollway) vers US 6 (Southwest Highway) – Rockford                                       | Sortie 0 de l'I-355 |
| Will                                                                    | Frankfort Township                     | 145,61                             | 234,34 | 145                                                   | US 45 (LaGrange Road) | |
| Limite Will– Cook                                                       | Tinley Park                            | 148,84                             | 239,53 | 148                                                   | IL 43 (en) (Harlem Avenue)                                                                                                 | Indiqué sortie 148A (sud) et 148B (nord) |
| Cook                                                                    | Country Club Hills                     | 151,69                             | 244,12 | 151                                                   | I-57 vers I-294 Toll nord – Memphis, Chicago, Wisconsin                                                                    | Indiqué sortie 151A (sud) et 151B (nord); sortie 345 de l'I-57                                                                                         |
| Cook                                                                    | Hazel Crest                            | 154,26                             | 248,26 | 154                                                   | Kedzie Avenue | Sortie direction est, entrée direction ouest; dernière sortie gratuite                                                                                 |
| Cook                                                                    | Hazel Crest                            | Terminus ouest de la route à péage |        |                                                       | | |
| Cook                                                                    | Hazel Crest                            | 154,95                             | 249,37 | 155                                                   | I-294 Toll nord (Tri-State Tollway nord) – Wisconsin                                                                       | Terminus ouest du multiplex avec I-294; sortie 5 de l'I-294                                                                                            |
| Cook                                                                    | Hazel Crest                            | Poste de péage ouest               |        |                                                       | | |
| Cook                                                                    | East Hazel Crest                       | 156,11                             | 251,23 | 4                                                     | Dixie Highway | Sortie direction est, entrée direction ouest; numéros de sortie de l'I-294                                                                             |
| Cook                                                                    | East Hazel Crest                       | 157,58                             | 253,60 | 2                                                     | IL 1 (en) (Halsted Street)                                                                                                 | Indiqué sortie 2A (nord) et 2B (sud) |
| Cook                                                                    | South Holland                          | 159,37                             | 256,48 | Oasis Chicago Southland Lincoln                       | Oasis Chicago Southland Lincoln                                                                                            | Oasis Chicago Southland Lincoln |
| Cook                                                                    | Limite South Holland–Thornton Township | 160,40                             | 258,14 | 0                                                     | I-94 ouest (Bishop Ford Freeway) – Chicago IL 394 (en) sud (Calumet Expressway) – Danville                                 | Terminus sud de la Tri-State Tollway; sortie direction est, entrée direction ouest; sortie 74A de l'I-94                                               |
| Cook                                                                    | Lansing                                | 161,62                             | 260,10 | 161                                                   | US 6 ouest / IL 83 (en) (Torrence Avenue)                                                                                  | Terminus ouest du multiplex avec US 6; dernière sortie gratuite direction ouest                                                                        |
| Cook                                                                    | Lansing                                | 162,51                             | 261,53 | 160                                                   | I-94 ouest (Bishop Ford Freeway) – Chicago IL 394 (en) sud (Calumet Expressway) – Danville I-294 Toll se termine           | Terminus ouest du multiplex avec l'I-94; terminus est du multiplex avec l'I-294; sortie direction ouest, entrée direction est; terminus sud de l'I-294 |
| Cook                                                                    | Lansing                                | 163,41                             | 262,98 |                                                       | I-80 est / I-94 est / US 6 est (Borman Expressway) – Toledo, Détroit                                                       | Continue en Indiana |
| - Terminus de multiplex - Péage - Accès incomplet - Transition de route |                                        |                                    |        |                                                       | | |

### Indiana
| Interstate 80                                     |                     |        |        |                            |                                                                                     | |
| Comté                                             | Municipalité        | mi     | km     | Sortie                     | Intersections / Destinations                                                        | Notes |
| Lake                                              | Munster             | 0,00   | 0,00   |                            | I-80 ouest / I-94 ouest / US 6 ouest (Kingery Expressway) – Des Moines, Chicago     | Continue en Illinois |
| Lake                                              | Hammond             | 0,88   | 1,41   | 1                          | US 41 nord (Calumet Avenue) – Hammond, Munster, Chicago                             | Terminus ouest du multiplex avec US 41; indiqué sortie 1A (sud) et 1B (nord)                                                   |
| Lake                                              | Hammond             | 2,38   | 3,84   | 2                          | US 41 sud / SR 152 (en) nord (Indianapolis Boulevard) – Hammond, Highland           | Terminus est du multiplex avec US 41; indiqué sortie 2A (sud) et 2B (nord) en direction est                                    |
| Lake                                              | Hammond             | 3,35   | 5,39   | 3                          | Kennedy Avenue                                                                      | Indiqué sortie 3A (sud) et 3B (nord) en direction est                                                                          |
| Lake                                              | Gary                | 4,91   | 7,90   | 5                          | SR 912 (en) (Cline Avenue) – East Chicago, Griffith                                 | Indiqué sortie 5A (sud) et 5B (nord); dessert l'Aéroport international de Gary/Chicago                                         |
| Lake                                              | Gary                | 6,45   | 10,38  | 6                          | Burr Street                                                                         | Indiqué sortie 6A (sud) et 6B (nord) en direction est                                                                          |
| Lake                                              | Gary                | 8,89   | 14,31  | 9                          | Grant Street                                                                        | |
| Lake                                              | Gary                | 9,92   | 15,96  | 10                         | SR 53 (en) (Broadway)                                                               | |
| Lake                                              | Gary                | 10,86  | 17,47  | 11 12                      | I-65 vers Indiana Toll Road – Indianapolis, Chicago                                 | Indiqué sortie 11 (sud) et 12 (nord) en direction est, sortie 12 en direction ouest; sortie 259A-B de l'I-65                   |
| Lake                                              | Lake Station        | 12,75  | 20,52  | 13                         | Central Avenue                                                                      | Sortie direction est (via sortie 12), entrée direction ouest                                                                   |
| Lake                                              | Lake Station        | 15,16  | 24,39  | 15                         | US 6 est / SR 51 (en) vers US 20 (Ripley Street)                                    | Terminus est du multiplex avec US 6; indiqué sortie 15A (sud / est) et 15B (nord); sortie 15B en direction ouest via sortie 16 |
| Lake                                              | Lake Station        | 15,67  | 25,21  | 16                         | I-80 Toll est / I-90 Toll / Indiana Toll Road vers Chicago Skyway – Toledo, Chicago | Terminus est du multiplex avec I-94; indiqué sortie 21 en direction ouest; terminus ouest du multiplex avec l'I-90             |
| Lake                                              | Lake Station        | 15,67  | 25,21  | —                          | I-94 est – Détroit                                                                  | Terminus est du multiplex avec I-94; indiqué sortie 21 en direction ouest; terminus ouest du multiplex avec l'I-90             |
| Porter                                            | Portage             | 18,46  | 29,76  | 23                         | Willowcreek Road                                                                    | |
| Porter                                            | Portage             | 18,95  | 30,54  | Poste de péage de Portage  | Poste de péage de Portage                                                           | Poste de péage de Portage |
| Porter                                            | Chesterton          | 25,66  | 41,34  | 31                         | SR 49 (en) – Chesterton, Valparaiso                                                 | |
| LaPorte                                           | New Durham Township | 33,91  | 54,62  | 39                         | US 421 – Michigan City, Westville                                                   | |
| LaPorte                                           | Center Township     | 43,80  | 70,54  | 49                         | SR 39 (en) – La Porte                                                               | |
| Saint Joseph                                      | South Bend          | 67,29  | 108,34 | 72                         | US 31 – South Bend, Plymouth, Niles                                                 | |
| Saint Joseph                                      | South Bend          | 71,46  | 118,05 | 77                         | SR 933 (en) – South Bend                                                            | |
| Saint Joseph                                      | Harris Township     | 77,64  | 128,00 | 83                         | SR 331 (en) (Capital Avenue) – Mishawaka                                            | |
| Elkhart                                           | Elkhart             | 86,55  | 139,34 | 92                         | SR 19 (en) – Elkhart                                                                | |
| Elkhart                                           | Elkhart             | 90,98  | 146,46 | 96                         | CR 17 – Elkhart                                                                     | |
| Elkhart                                           | Bristol             | 96,12  | 154,74 | 101                        | SR 15 (en) – Bristol, Goshen                                                        | |
| Elkhart                                           | York Township       | 102,21 | 164,54 | 107                        | SR 13 (en) / US 131 nord – Middlebury, Constantine                                  | |
| LaGrange                                          | Howe                | 115,23 | 185,49 | 121                        | SR 9 (en) – Howe, LaGrange, Sturgis                                                 | |
| Steuben                                           | Fremont             | 138,53 | 222,99 | 144                        | I-69 / SR 120 (en) / SR 127 (en) sud – Angola, Fort Wayne, Lansing                  | |
| Steuben                                           | York Township       | 147,50 | 237,42 | Poste de péage d'Eastpoint | Poste de péage d'Eastpoint                                                          | Poste de péage d'Eastpoint |
| Steuben                                           | York Township       | 151,28 | 243,51 |                            | I-80 Toll est / I-90 Toll est / Ohio Turnpike est – Toledo                          | Continue en Ohio |
| - Terminus de multiplex - Péage - Accès incomplet |                     |        |        |                            |                                                                                     | |

### Ohio
| Interstate 80                                     |                        |                     |                     | | | |
| Comté                                             | Municipalité           | mi                  | km                  | Sortie                                                                                                 | Intersections / Destinations                                                                           | Notes                                                                                                  |
| Williams                                          | Northwest Township     | 0,00                | 0,00                | | I-80 Toll ouest / I-90 Toll ouest / Indiana Toll Road ouest – Chicago                                  | Continue en Indiana                                                                                    |
| Williams                                          | Northwest Township     | 2,00                | 3,20                | — | SR 49 (en)                                                                                             | |
| Williams                                          | Northwest Township     | 2,70                | 4,30                | Poste de péage de Westgate                                                                             | Poste de péage de Westgate                                                                             | Poste de péage de Westgate                                                                             |
| Williams                                          | Holiday City           | 13,50               | 21,70               | 13 | SR 15 (en) – Bryan, Montpelier                                                                         | |
| Williams                                          | Brady Township         | 20,80               | 33,50               | Aire de service d'Indian Meadow (direction ouest) Aire de service de Tiffin River (direction est)      | Aire de service d'Indian Meadow (direction ouest) Aire de service de Tiffin River (direction est)      | Aire de service d'Indian Meadow (direction ouest) Aire de service de Tiffin River (direction est)      |
| Fulton                                            | Franklin Township      | 25,50               | 41,00               | 25 | SR 66 (en) – Archbold, Fayette                                                                         | |
| Fulton                                            | Dover Township         | 34,90               | 46,20               | 34 | SR 108 (en) – Wauseon                                                                                  | |
| Fulton                                            | Pike Township          | 39,80               | 64,10               | 39 | SR 109 (en) – Delta, Lyons                                                                             | |
| Lucas                                             | Monclova Township      | 52,60               | 84,70               | 52 | SR 2 (en) – Swanton, Aéroport de Toledo                                                                | |
| Lucas                                             | Maumee                 | 59,50               | 95,80               | 59 | US 20 vers I-475 / US 23 – Maumee, Toledo, Ann Arbor                                                   | |
| Wood                                              | Rossford               | 64,90               | 104,40              | 64 | I-75 – Toledo, Dayton                                                                                  | Sortie 195 de l'I-75                                                                                   |
| Wood                                              | Lake Township          | 71,70               | 115,40              | 71 | I-280 nord / SR 420 (en) sud – Toledo, Détroit, Stony Ridge                                            | Sortie 1A de l'I-280                                                                                   |
| Ottawa                                            | Pas d'intersections    | Pas d'intersections | Pas d'intersections | Pas d'intersections                                                                                    | Pas d'intersections                                                                                    | Pas d'intersections                                                                                    |
| Sandusky                                          | Woodville Township     | 76,90               | 123,80              | Aire de service de Blue Heron (direction ouest) Aire de service de Wyandot (direction est)             | Aire de service de Blue Heron (direction ouest) Aire de service de Wyandot (direction est)             | Aire de service de Blue Heron (direction ouest) Aire de service de Wyandot (direction est)             |
| Ottawa                                            | Elmore                 | 81,80               | 131,60              | 81 | SR 51 (en) – Elmore, Woodville, Gibsonburg                                                             | |
| Sandusky                                          | Sandusky Township      | 91,60               | 147,40              | 91 | SR 53 (en) – Fremont, Port Clinton                                                                     | |
| Sandusky                                          | Riley Township         | 100,00              | 160,90              | Aire de service de Erie Islands (direction ouest) Aire de service de Commodore Perry (direction est)   | Aire de service de Erie Islands (direction ouest) Aire de service de Commodore Perry (direction est)   | Aire de service de Erie Islands (direction ouest) Aire de service de Commodore Perry (direction est)   |
| Erie                                              | Gorton Township        | 110,20              | 177,30              | 110 | SR 4 (en) – Sandusky, Bucyrus                                                                          | |
| Erie                                              | Milan Township         | 118,50              | 190,70              | 118 | US 250 – Sandusky, Norwalk                                                                             | |
| Lorain                                            | Brownhelm Township     | 135,90              | 218,70              | 135 | Baumhart Road vers SR 2 (en) – Vermilion                                                               | SR 2 non-indiqué en direction est                                                                      |
| Lorain                                            | Amherst Township       | 139,50              | 224,50              | Aire de service de Middle Ridge (direction ouest) Aire de service de Vermillion Valley (direction est) | Aire de service de Middle Ridge (direction ouest) Aire de service de Vermillion Valley (direction est) | Aire de service de Middle Ridge (direction ouest) Aire de service de Vermillion Valley (direction est) |
| Lorain                                            | Amherst Township       | 140,60              | 226,30              | 140 | SR 58 (en) – Amherst, Oberlin                                                                          | |
| Lorain                                            | Elyria Township        | 142,80              | 229,80              | 142 | I-90 est / SR 2 (en) est – Cleveland                                                                   | Terminus est du multiplex avec l'I-90; sortie direction est, entrée direction ouest                    |
| Lorain                                            | Elyria                 | 145,50              | 234,20              | 145 | SR 57 (en) – Lorain, Elyria                                                                            | |
| Lorain                                            | North Ridgeville       | 151,80              | 244,30              | 151 | I-480 est – North Ridgeville, Cleveland                                                                | Sortie direction est, entrée direction ouest                                                           |
| Lorain                                            | North Ridgeville       | 152,20              | 244,90              | 152 | Vers SR 10 (en) – North Ridgeville, North Olmsted, Fairview Park, Cleveland                            | |
| Cuyahoga                                          | Strongsville           | 161,80              | 260,40              | 161 | I-71 / US 42 – Strongsville, Columbus, Cleveland                                                       | Sortie 233 de l'I-71                                                                                   |
| Cuyahoga                                          | Broadview Heights      | 170,10              | 273,70              | Aire de service de Great Lakes (direction ouest) Aire de service de Towpath (direction est)            | Aire de service de Great Lakes (direction ouest) Aire de service de Towpath (direction est)            | Aire de service de Great Lakes (direction ouest) Aire de service de Towpath (direction est)            |
| Summit                                            | Richfield              | 173,20              | 278,70              | 173 | I-77 / SR 21 (en) – Akron, Cleveland                                                                   | |
| Summit                                            | Boston Heights         | 180,30              | 290,20              | 180 | SR 8 (en) – Akron                                                                                      | |
| Portage                                           | Streetsboro            | 187,20              | 301,30              | 187 | I-480 ouest / SR 14 (en) – Streetsboro                                                                 | |
| Portage                                           | Shalersville Township  | 193,90              | 312,10              | 193 | SR 44 (en) – Ravenna                                                                                   | |
| Portage                                           | Freedom Township       | 197,00              | 317,00              | Aire de service de Portage (direction ouest) Aire de service de Brady's Leap (direction est)           | Aire de service de Portage (direction ouest) Aire de service de Brady's Leap (direction est)           | Aire de service de Portage (direction ouest) Aire de service de Brady's Leap (direction est)           |
| Trumbull                                          | Braceville Township    | 209,20              | 336,70              | 209 | SR 5 (en) – Warren                                                                                     | |
| Trumbull                                          | Lordstown              | 215,00              | 346,00              | 215 | Ellsworth–Bailey Road – Lordstown ouest                                                                | Sortie direction est, entrée direction ouest                                                           |
| Trumbull                                          | Lordstown              | 216,40              | 348,30              | 216 | Hallock–Young Road – Lordstown est                                                                     | Sortie direction ouest, entrée direction est                                                           |
| Mahoning                                          | Jackson Township       | 219,47              | 353,20              | 219 | I-76 Toll est / Ohio Turnpike est / Pennsylvania Turnpike – Pittsburgh                                 | Pas de numéro de sortie en direction est, sortie 219 en direction ouest                                |
| Mahoning                                          | Jackson Township       | 219,47              | 353,20              | 218 | I-76 ouest – Akron                                                                                     | Pas de numéro de sortie en direction ouest, sortie 218 en direction est                                |
| Mahoning                                          | Jackson Township       | 219,47              | 353,20              | — | CR 18 (Mahoning Avenue)                                                                                | Sortie direction est seulement                                                                         |
| Mahoning                                          | Austintown Township    | 223,01              | 358,90              | 223 | SR 46 (en) – Niles, Canfield                                                                           | |
| Mahoning                                          | Austintown Township    | 223,91              | 360,35              | 224A                                                                                                   | SR 11 (en) sud – Canfield                                                                              | Terminus ouest du multiplex avec SR 11; indiqué sortie 224 en direction ouest                          |
| Mahoning                                          | Austintown Township    | 224,25              | 360,90              | 224B                                                                                                   | I-680 sud – Youngstown                                                                                 | Sortie direction est, entrée direction ouest; terminus nord de l'I-680                                 |
| Trumbull                                          | Wheatersfield Township | 225,94              | 363,62              | 226 | Salt Springs Road – McDonald                                                                           | |
| Trumbull                                          | Girard                 | 227,15              | 365,56              | 227 | US 422 – Girard                                                                                        | |
| Trumbull                                          | Liberty Township       | 228,32              | 367,45              | 228 | SR 11 (en) nord – Warren, Ashtabula                                                                    | Terminus est du multiplex avec SR 11; indiqué sortie 228B en direction ouest                           |
| Trumbull                                          | Liberty Township       | 228,48              | 367,70              | 228A                                                                                                   | SR 711 (en) sud – Youngstown                                                                           | Sortie direction ouest, entrée direction est                                                           |
| Trumbull                                          | Liberty Township       | 228,82              | 368,25              | 229 | SR 193 (en) (Belmont Avenue / East Liberty Street)                                                     | |
| Trumbull                                          | Hubbard Township       | 234,43              | 377,28              | 234 | US 62 / SR 7 (en) – Hubbard, Sharon                                                                    | |
| Trumbull                                          | Hubbard Township       | 237,28              | 381,87              | | I-80 est – New York                                                                                    | Continue en Pennsylvanie                                                                               |
| - Terminus de multiplex - Péage - Accès incomplet |                        |                     |                     | | | |

### Pennsylvanie
| Interstate 80                                     |                             |                     |                     |                                            |                                                                                    | |
| Comté                                             | Municipalité                | mi                  | km                  | Sortie                                     | Intersections / Destinations                                                       | Notes |
| Mercer                                            | Shenango Township           | 0,00                | 0,00                |                                            | I-80 ouest – Youngstown                                                            | Continue en Ohio |
| Mercer                                            | Shenango Township           | 4,00                | 6,44                | 4                                          | I-376 est / PA 760 (en) nord vers PA 18 (en)– New Castle, Sharon, Hermitage        | Indiqué sortie 4A (I-376) et 4B (PA 760); sortie 1 de l'I-376; terminus ouest de l'I-376                                 |
| Mercer                                            | East Lackawannock Township  | 14,90               | 23,98               | 15                                         | US 19 – Mercer                                                                     | |
| Mercer                                            | Findlay Township            | 19,10               | 30,74               | 19                                         | I-79 – Pittsburgh, Érié                                                            | Indiqué sortie 19A (sud) et 19B (nord); sortie 116 de l'I-79                                                             |
| Mercer                                            | Worth Township              | 23,70               | 38,14               | 24                                         | PA 173 (en) – Grove City, Sandy Lake                                               | |
| Venango                                           | Barkeyville                 | 28,90               | 46,51               | 29                                         | PA 8 (en) – Franklin, Oil City, Barkeyville                                        | |
| Venango                                           | Clinton Township            | 34,70               | 55,84               | 35                                         | PA 308 (en) – Clintonville                                                         | |
| Venango                                           | Scrubgrass Township         | 41,90               | 67,43               | 42                                         | PA 38 (en) – Emlenton                                                              | |
| Butler                                            | Pas d'intersections         | Pas d'intersections | Pas d'intersections | Pas d'intersections                        | Pas d'intersections                                                                | Pas d'intersections |
| Rivière Allegheny                                 | Rivière Allegheny           | 44,30               | 71,29               | Pont Emlenton                              | Pont Emlenton                                                                      | Pont Emlenton |
| Clarion                                           | Richland Township           | 45,70               | 73,55               | 45                                         | PA 478 (en) – Emlenton, Saint Petersburg                                           | |
| Clarion                                           | Beaver Township             | 53,50               | 86,10               | 53                                         | Vers PA 338 (en) – Knox                                                            | |
| Clarion                                           | Paint Township              | 60,10               | 96,72               | 60                                         | PA 66 (en) nord – Shippenville                                                     | Terminus ouest du multiplex avec PA 66                                                                                   |
| Clarion                                           | Monroe Township             | 61,90               | 99,62               | 62                                         | PA 68 (en) – Clarion                                                               | |
| Clarion                                           | Clarion Township            | 64,50               | 103,80              | 64                                         | PA 66 (en) sud – Clarion, New Bethlehem                                            | Terminus est du multiplex avec PA 66                                                                                     |
| Clarion                                           | Clarion Township            | 70,30               | 113,14              | 70                                         | US 322 – Strattanville                                                             | |
| Jefferson                                         | Union Township              | 72,90               | 117,32              | 73                                         | PA 949 (en) – Corsica                                                              | |
| Jefferson                                         | Brookville                  | 78,30               | 126,01              | 78                                         | PA 36 (en) / PA 28 Truck (en) sud – Sigel, Brookville                              | Terminus ouest du multiplex avec PA 28 Truck                                                                             |
| Jefferson                                         | Pine Creek Township         | 81,10               | 130,52              | 81                                         | PA 28 (en) – Hazen                                                                 | Terminus est du multiplex avec PA 28 Truck                                                                               |
| Jefferson                                         | Winslow Township            | 86,40               | 139,05              | 86                                         | Reynoldsville                                                                      | |
| Jefferson                                         | Winslow Township            | 90,60               | 145,81              | 90                                         | PA 830 (en) est – Aéroport régional de DuBois                                      | |
| Clearfield                                        | Sandy Township              | 96,40               | 155,14              | 97                                         | US 219 – DuBois, Brockway                                                          | |
| Clearfield                                        | Sandy Township              | 100,90              | 162,38              | 101                                        | PA 255 (en) – DuBois, Penfield                                                     | |
| Clearfield                                        | Pine Township               | 110,40              | 177,67              | 111                                        | PA 153 (en) – Clearfield, Penfield                                                 | Clearfield indiqué en direction est, Penfield indiqué en direction ouest                                                 |
| Clearfield                                        | Lawrence Township           | 119,40              | 192,16              | 120                                        | PA 879 (en) – Clearfield, Shawville                                                | |
| Clearfield                                        | Bradford Township           | 122,70              | 197,47              | 123                                        | PA 970 (en) – Woodland, Shawville                                                  | Shawville indiqué en direction ouest                                                                                     |
| Clearfield                                        | Cooper Township             | 132,60              | 213,40              | 133                                        | PA 53 (en) – Klyertown, Philipsburg                                                | |
| Centre                                            | Snow Shoe                   | 147,00              | 236,57              | 147                                        | Vers PA 144 (en) – Snow Shoe                                                       | |
| Centre                                            | Boggs Township              | 157,40              | 253,51              | 158                                        | PA 150 (en) – Milesburg                                                            | |
| Centre                                            | Spring Township             | 160,20              | 257,82              | 161                                        | I-99 sud / US 220 sud / PA 26 (en) – Bellefonte                                    | Terminus ouest du multiplex avec US 220; terminus nord temporaire de l'I-99                                              |
| Centre                                            | Marion Township             | 163,40              | 263,00              | 163                                        | Vers PA 26 (en) nord – Jacksonville, Howard                                        | |
| Clinton                                           | Porter Township             | 172,70              | 277,93              | 173                                        | PA 64 (en) – Lamar                                                                 | |
| Clinton                                           | Lamar Township              | 177,50              | 285,66              | 178                                        | US 220 nord – Lock Haven                                                           | Terminus est du multiplex avec US 220; future I-99 nord                                                                  |
| Clinton                                           | Greene Township             | 185,20              | 298,05              | 185                                        | PA 477 (en) – Loganton                                                             | |
| Clinton                                           | Greene Township             | 191,90              | 308,83              | 192                                        | Vers PA 880 (en) – Jersey Shore                                                    | |
| Union                                             | West Buffalo Township       | 198,90              | 320,10              | 199                                        | Mile Run                                                                           | |
| Union                                             | White Deer Township         | 209,70              | 337,48              | 210                                        | US 15 – Lewisburg, Williamsport                                                    | Indiqué sortie 210A (sud) et 210B (nord)                                                                                 |
| Northumberland                                    | Milton                      | 211,40              | 340,22              | 212                                        | I-180 ouest / PA 147 (en) sud – Williamsport, Milton                               | Indiqué sortie 212A (PA 147) et 212B (I-180)                                                                             |
| Northumberland                                    | East Chillisquaque Township | 214,80              | 345,69              | 215                                        | PA 254 (en) – Limestoneville                                                       | |
| Montour                                           | Valley Township             | 223,50              | 359,69              | 224                                        | PA 54 (en) – Danville                                                              | |
| Columbia                                          | Hemlock Township            | 231,70              | 372,89              | 232                                        | PA 42 (en) – Buckhorn                                                              | |
| Columbia                                          | Bloomsburg                  | 235,30              | 378,68              | 236                                        | PA 487 (en) – Lightstreet, Bloomsburg                                              | |
| Columbia                                          | South Centre Township       | 240,20              | 386,56              | 241                                        | US 11 – Lime Ridge, Berwick                                                        | Indiqué sortie 241A (sud) et 241B (nord) en direction est                                                                |
| Columbia                                          | Main Township               | 241,40              | 388,50              | 242                                        | PA 339 (en) – Mifflinville, Mainville                                              | |
| Luzerne                                           | Sugarloaf Township          | 255,50              | 411,19              | 256                                        | PA 93 (en) – Nescopeck, Conyngham                                                  | |
| Luzerne                                           | Butler Township             | 259,20              | 417,14              | 260                                        | I-81 vers I-84 – Harrisburg, Wilkes-Barre, Nouvelle-Angleterre                     | Indiqué sortie 260A (sud) et 260B (nord); sortie 151 e l'I-81; I-84 et Nouvelle-Angleterre indiquées en direction est    |
| Luzerne                                           | Butler Township             | 262,10              | 421,81              | 262                                        | PA 309 (en) – Mountain Top, Hazleton                                               | |
| Luzerne                                           | White Haven                 | 273,00              | 439,35              | 273                                        | PA 940 (en) / PA 437 (en) – White Haven, Freeland                                  | |
| Carbon                                            | Kidder Township             | 274,50              | 441,76              | 274                                        | PA 534 (en) – Hickory Run State Park                                               | |
| Carbon                                            | Kidder Township             | 277,20              | 446,11              | 277                                        | I-476 / Pennsylvania Turnpike NE Extension / PA 940 (en) – Wilkes-Barre, Allentown | Sortie 95 de l'I-476 |
| Monroe                                            | Blakeslee                   | 284,00              | 457,05              | 284                                        | PA 115 (en) – Blakeslee                                                            | |
| Monroe                                            | Pocono Pines                | 293,60              | 472,50              | 293                                        | I-380 nord – Scranton                                                              | Sortie 1 de l'I-380 |
| Monroe                                            | Scotrun                     | 298,00              | 479,58              | 298                                        | PA 611 (en) – Scotrun                                                              | Sortie direction ouest, entrée direction est                                                                             |
| Monroe                                            | Tannersville                | 298,90              | 481,03              | 299                                        | PA 715 (en) – Tannersville                                                         | |
| Monroe                                            | Bartonsville                | 302,80              | 487,31              | 302A                                       | PA 33 (en) sud vers US 209 sud – Snydersville                                      | Sortie direction est, entrée direction ouest; autres connexions via sortie 304                                           |
| Monroe                                            | Bartonsville                | 302,80              | 487,31              | 302B                                       | PA 611 (en) – Bartonsville                                                         | Indiqué sortie 302 en direction ouest                                                                                    |
| Monroe                                            | Arlington Heights           | 304,90              | 490,69              | 303                                        | Ninth Street                                                                       | Sortie direction est, entrée direction ouest                                                                             |
| Monroe                                            | Stroudsburg                 | 305,50              | 491,65              | 304                                        | US 209 sud vers PA 33 (en) sud – Snydersville                                      | Terminus ouest du multiplex avec US 209; sortie direction ouest, entrée direction est; autres connexions via sortie 302A |
| Monroe                                            | Stroudsburg                 | 305,60              | 491,82              | 305                                        | US 209 Bus. (Main Street)                                                          | |
| Monroe                                            | Stroudsburg                 | 306,00              | 492,46              | 306                                        | Dreher Avenue                                                                      | Sortie direction ouest, entrée direction est                                                                             |
| Monroe                                            | Stroudsburg                 | 307,00              | 494,07              | 307                                        | PA 611 (en) (Park Avenue) vers PA 191 (en)                                         | Sortie direction est, entrée direction ouest                                                                             |
| Monroe                                            | Stroudsburg                 | 307,00              | 494,07              | 307                                        | PA 191 (en) (Broad Street) vers PA 611 (en)                                        | Sortie direction ouest, entrée direction est                                                                             |
| Monroe                                            | East Stroudsburg            | 308,00              | 495,68              | 308                                        | East Stroudsburg                                                                   | |
| Monroe                                            | East Stroudsburg            | 309,50              | 498,09              | 309                                        | US 209 nord / PA 447 (en) nord – Marshalls Creek                                   | Terminus est du multiplex avec US 209                                                                                    |
| Monroe                                            | Delaware Water Gap          | 310,50              | 499,70              | 310                                        | PA 611 (en) – Delaware Water Gap, Centre d'accueil                                 | |
| Monroe                                            | Delaware Water Gap          | 311,00              | 500,51              | Poste de péage (direction ouest seulement) | Poste de péage (direction ouest seulement)                                         | Poste de péage (direction ouest seulement)                                                                               |
| Fleuve Delaware                                   | Fleuve Delaware             | 311,07              | 500,62              | Pont à péage de Delaware Water Gap         | Pont à péage de Delaware Water Gap                                                 | Pont à péage de Delaware Water Gap                                                                                       |
| Fleuve Delaware                                   | Fleuve Delaware             | 311,07              | 500,62              |                                            | I-80 est – New Jersey, New York                                                    | Continue au New Jersey                                                                                                   |
| - Terminus de multiplex - Péage - Accès incomplet |                             |                     |                     |                                            |                                                                                    | |

### New Jersey
| Interstate 80                                     |                                   |                                          |                     |                                            | |                                                                                      |
| Comté                                             | Municipalité                      | mi                                       | km                  | Sortie                                     | Intersections / Destinations                                                                                                   | Notes                                                                                |
| Fleuve Delaware                                   | Fleuve Delaware                   | 0,00                                     | 0,00                |                                            | I-80 ouest vers PA 611 (en) – Stroudsburg, Delaware Water Gap                                                                  | Continue en Pennsylvanie                                                             |
| Fleuve Delaware                                   | Fleuve Delaware                   | 0,00                                     | 0,00                | Poste de péage (direction ouest seulement) | |                                                                                      |
| Warren                                            | Hardwick Township                 | 0,10                                     | 0,16                | 1                                          | Millbrook, Flatbtookville |                                                                                      |
| Warren                                            | Knowlton Township                 | 2,05                                     | 3,30                | Poste de pesée                             | Poste de pesée | Poste de pesée                                                                       |
| Warren                                            | Knowlton Township                 | 3,39                                     | 5,46                | —                                          | Hainesburg Road | Sortie et entrée en direction ouest                                                  |
| Warren                                            | Knowlton Township                 | 4,20                                     | 6,76                | 4A                                         | Columbia |                                                                                      |
| Warren                                            | Knowlton Township                 | 4,58                                     | 7,37                | 4B                                         | US 46 est vers PA 611 (en) – Portland, Buttzville                                                                              | Terminus ouest de US 46                                                              |
| Warren                                            | Knowlton Township                 | 4,58                                     | 7,37                | 4C                                         | Route 94 (en) nord – Blairstown                                                                                                |                                                                                      |
| Warren                                            | Hope Township                     | 12,03                                    | 19,36               | 12                                         | CR 521 vers CR 519 – Blairstown, Hope                                                                                          |                                                                                      |
| Warren                                            | Allamuchy Township                | 19,88                                    | 31,99               | 19                                         | CR 517 – Hackettstown, Allamuchy, Andover                                                                                      |                                                                                      |
| Sussex                                            | Pas d'intersections               | Pas d'intersections                      | Pas d'intersections | Pas d'intersections                        | Pas d'intersections | Pas d'intersections                                                                  |
| Morris                                            | Mount Olive Township              | 25,25                                    | 40,64               | 25                                         | US 206 nord – Stanhope, Newton                                                                                                 | Terminus ouest du multiplex avec US 206                                              |
| Morris                                            | Netcong                           | 26,25                                    | 42,25               | 26                                         | US 46 ouest – Budd Lake, Hackettstown                                                                                          | Sortie direction ouest, entrée direction est                                         |
| Morris                                            | Roxbury                           | 27,19                                    | 43,76               | 27A                                        | US 206 sud – Somerville | Terminus est du multiplex avec US 206                                                |
| Morris                                            | Roxbury                           | 27,19                                    | 43,76               | 27B                                        | Route 183 (en) nord – Netcong                                                                                                  |                                                                                      |
| Morris                                            | Roxbury                           | 28,91                                    | 46,43               | 28                                         | US 46 est vers Route 10 (en) – Ledgewood, Lake Hopatcong                                                                       |                                                                                      |
| Morris                                            | Mount Arlington                   | 30,61                                    | 49,26               | 30                                         | Howard Boulevard – Mount Arlington                                                                                             |                                                                                      |
| Morris                                            | Wharton                           | 33,58                                    | 54,04               | 34                                         | Vers Route 15 (en) – Wharton, Dover, Sparta                                                                                    | Sortie direction est seulement                                                       |
| Morris                                            | Wharton                           | 34,02                                    | 54,75               | 34                                         | Route 15 (en) – Wharton, Jefferson, Sparta                                                                                     | Pas de sortie direction est; indiqué sortie 34A (sud) et 34B (nord)                  |
| Morris                                            | Rockaway Township                 | 35,33                                    | 56,86               | 35                                         | Mount Hope, Dover |                                                                                      |
| Morris                                            | Rockaway Township                 | 37,63                                    | 60,56               | 37                                         | CR 513 – Hibernia, Rockaway |                                                                                      |
| Morris                                            | Denville                          | 38,81                                    | 62,46               | 38                                         | US 46 est vers Route 53 (en) – Denville                                                                                        | Sortie direction est, entrée direction ouest; accès à la Gare de Denville            |
| Morris                                            | Denville                          | 39,57                                    | 63,68               | 39                                         | US 46 est vers Route 53 (en) – Denville                                                                                        | Sortie direction ouest, entrée direction est; accès à la Gare de Denville            |
| Morris                                            | Parsippany-Troy Hills             | 42,46                                    | 68,33               | 42A                                        | US 202 sud – Morris Plains |                                                                                      |
| Morris                                            | Parsippany-Troy Hills             | 42,46                                    | 68,33               | 42B                                        | Vers US 46 – Parsippany | Pas de sortie en direction est                                                       |
| Morris                                            | Parsippany-Troy Hills             | 42,46                                    | 68,33               | 42C                                        | US 202 nord – Parsippany | Sortie direction est, entrée direction ouest                                         |
| Morris                                            | Parsippany-Troy Hills             | 43,62                                    | 70,20               | 43                                         | I-287 – Boonton, Morristown, Mahwah                                                                                            | Indiqué sortie 43A (sud) et 43B (nord) en direction ouest; sortie 41 de l'I-287      |
| Morris                                            | Parsippany-Troy Hills             | Terminus ouest des voies locales-express |                     |                                            | |                                                                                      |
| Morris                                            | Parsippany-Troy Hills             |                                          |                     | —                                          | Vers US 46 / Smith Road | Sortie direction ouest, entrée direction est via sortie 43B                          |
| Morris                                            | Parsippany-Troy Hills             | 45,34                                    | 72,97               | 45                                         | Lake Hiawatha, Whippany | Sortie direction est, entrée direction ouest                                         |
| Morris                                            | Parsippany-Troy Hills             | 46,36                                    | 74,61               | 47A                                        | I-280 est – The Oranges, Newark                                                                                                | Sortie direction est, entrée direction ouest                                         |
| Morris                                            | Parsippany-Troy Hills             | Terminus est des voies locales-express   |                     |                                            | |                                                                                      |
| Morris                                            | Parsippany-Troy Hills             | 46,50                                    | 74,83               | 47B                                        | US 46 est – The Caldwells, Montclair                                                                                           | Sortie direction est, entrée direction ouest                                         |
| Morris                                            | Parsippany-Troy Hills             | 46,50                                    | 74,83               | 47                                         | US 46 ouest – Parsippany | Sortie direction ouest, entrée direction est                                         |
| Morris                                            | Montville                         | 47,83                                    | 76,97               | 48                                         | Montville, Pine Brook | Sortie direction ouest, entrée direction est                                         |
| Essex                                             | Fairfield Township                | 52,48                                    | 84,46               | 52                                         | Lincoln Park, Fairfield, The Caldwells                                                                                         | Sortie direction ouest, entrée direction est                                         |
| Passaic                                           | Wayne                             | 53,62                                    | 86,29               | 53                                         | US 46 est vers Route 3 (en) – Wayne, Clifton, Tunnel Lincoln                                                                   | Indication direction est                                                             |
| Passaic                                           | Wayne                             | 53,62                                    | 86,29               | 53                                         | US 46 / Route 23 – Wayne, Butler, Verona                                                                                       | Indication direction ouest                                                           |
| Passaic                                           | Totowa                            | 54,73                                    | 88,08               | 54                                         | Minnisink Road – Little Falls, Totowa                                                                                          | Sortie direction est, entrée direction ouest                                         |
| Passaic                                           | Totowa                            | 55,21                                    | 88,85               | 55                                         | Route 62 (en) sud / Union Boulevard – Little Falls, Totowa                                                                     | Sortie direction ouest, entrée direction est; indiqué sortie 55A (sud) et 55B (nord) |
| Passaic                                           | Woodland Park                     | 57,07                                    | 91,85               | 56                                         | Squirrelwood Road – Woodland Park, Paterson                                                                                    |                                                                                      |
| Passaic                                           | Paterson                          | 58,22                                    | 93,70               | 57A                                        | Route 19 (en) sud – Clifton |                                                                                      |
| Passaic                                           | Paterson                          | 58,22                                    | 93,70               | 57B                                        | Centre-ville de Paterson |                                                                                      |
| Passaic                                           | Paterson                          | 58,37                                    | 93,94               | 57C                                        | Main Street – Paterson | Sortie direction ouest, entrée direction est                                         |
| Passaic                                           | Paterson                          | 59,06                                    | 95,05               | 58                                         | Madison Avenue – Paterson, Clifton                                                                                             | Indiqué sortie 58A (sud) et 58B (nord)                                               |
| Passaic                                           | Paterson                          | 60,04                                    | 96,63               | 59                                         | Market Street – Paterson | Sortie direction ouest, entrée direction est                                         |
| Passaic                                           | Paterson                          | 60,41                                    | 97,22               | 60                                         | Route 20 (en) nord – Hawthorne (direction ouest) Route 20 (en) vers US 46 / Route 21 (en) – Hawthorne, Clifton (direction est) | Sortie direction ouest pour Route 20 sud via sortie 59                               |
| Bergen                                            | Elmwood Park                      | 60,81                                    | 97,86               | 61                                         | CR 507 – Garfield, Elmwood Park                                                                                                |                                                                                      |
| Bergen                                            | Saddle Brook                      | 62,34                                    | 100,33              | 62A                                        | G.S. Parkway (en) / Midland Avenue – Saddle Brook                                                                              | Indiqué sortie 62 en direction ouest; véhicules commerciaux interdits                |
| Bergen                                            | Saddle Brook                      | Terminus ouest des voies locales-express |                     |                                            | |                                                                                      |
| Bergen                                            | Saddle Brook                      |                                          |                     | 62B                                        | Saddle River Road – Fair Lawn, Lodi                                                                                            | Sortie direction est, entrée direction ouest                                         |
| Bergen                                            | Lodi                              | 63,82                                    | 102,71              | 63                                         | Vers Route 4 (en) / Route 17 (en) – Rochelle Park, Paramus, Lodi, Fair Lawn                                                    |                                                                                      |
| Bergen                                            | Hackensack                        | 65,19                                    | 104,91              | 64A                                        | Route 17 (en) nord vers Route 4 (en) – Rochelle Park, Paramus                                                                  | Sortie direction ouest, entrée direction est                                         |
| Bergen                                            | Hackensack                        | 65,05                                    | 104,69              | 64                                         | Route 17 (en) sud vers US 46 est – Hasbrouck Heights, Newark                                                                   | Sortie direction est, entrée direction ouest                                         |
| Bergen                                            | Hackensack                        | 65,40                                    | 105,25              | 64B                                        | Vers Route 17 (en) sud – Hasbrouck Heights, Newark                                                                             | Sortie direction ouest, entrée direction est                                         |
| Bergen                                            | Limite Teterboro–South Hackensack | 65,67                                    | 105,69              | 65                                         | Green Street – Teterboro, South Hackensack                                                                                     |                                                                                      |
| Bergen                                            | Hackensack                        | 66,55                                    | 107,10              | 66                                         | Hudson Street – Hackensack, Little Ferry                                                                                       |                                                                                      |
| Bergen                                            | Ridgefield Park                   | 67,22                                    | 108,18              | 67                                         | Bogota, Ridgefield Park | Sortie direction est, entrée direction ouest via 2nd Street                          |
| Bergen                                            | Teaneck                           | 68,17                                    | 109,71              | 68A                                        | I-95 sud / N.J. Turnpike sud / US 46 – Meadowland Sports Complex                                                               | Sortie direction est, entrée direction ouest; sortie 69 de l'I-95                    |
| Bergen                                            | Teaneck                           | 68,54                                    | 110,30              | —                                          | I-95 nord – Pont George-Washington, New York                                                                                   | Terminus est                                                                         |
| - Terminus de multiplex - Péage - Accès incomplet |                                   |                                          |                     |                                            | |                                                                                      |

## Autoroutes reliées

### Californie
- Interstate 238
- Interstate 280
- Interstate 380
- Interstate 580
- Interstate 680
- Interstate 780
- Interstate 880
- Interstate 980

### Nevada
- Interstate 580

### Wyoming
- Interstate 180

### Nebraska
- Interstate 180
- Interstate 480
- Interstate 680

### Iowa
- Interstate 280
- Interstate 380
- Interstate 480
- Interstate 680
- Interstate 880

### Illinois
- Interstate 180
- Interstate 280

### Ohio
- Interstate 280
- Interstate 480
- Interstate 680

### Pennsylvanie
- Interstate 180
- Interstate 380

### New Jersey
- Interstate 280